# 恐竜戦隊ジュウレンジャー
『恐竜戦隊ジュウレンジャー』（きょうりゅうせんたいジュウレンジャー）は、1992年2月21日から1993年2月12日まで、テレビ朝日系列で毎週金曜17:30 - 17:55（JST）に全50話が放送された、東映制作の特撮テレビドラマ、および作中で主人公たちが変身するヒーローの名称。

## 概要
古代人類の戦士ジュウレンジャーと、人類滅亡を企む魔女バンドーラの一味の戦いを描く。
前作『鳥人戦隊ジェットマン』が変化球的な内容であったことから、本作品ではスーパー戦隊の王道を目指して制作されたが、本格的なファンタジー世界の構築、6人目の戦士のレギュラー化、海外版の制作開始など、本作品はさまざまな面でシリーズのエポックとなった重要な作品である。
スーパー戦隊シリーズは前作『ジェットマン』まで「-マン」表記が主流だったが、本作品では『秘密戦隊ゴレンジャー』や『高速戦隊ターボレンジャー』と同じく「-レンジャー」表記が導入され、これ以降は「-レンジャー」表記の戦隊が多くなった。またタイトルロゴにも特徴があり、「ジュウレンジャー」の下に「獣連者」と漢字で書かれている。これは名称から10人戦隊と誤解されることを防ぐための工夫であると言われるが、実際には "Jews"（ユダヤ人）と誤解されないための表記である。

### 恐竜モチーフ
本作品では、太古の動物であることから流行とは無関係であり、同時に大きく強い存在が子供たちの憧れであるという理由から、恐竜がモチーフとして選択されている。また、当時マイケル・クライトン原作の小説『ジュラシック・パーク』のベストセラーや、スティーヴン・スピルバーグが監督を務める同作品の映画版の制作が発表されたことも、このメインテーマの選定に影響を与えている。
『恐竜戦隊』と題されているが、哺乳類であるサーベルタイガーやマンモス、翼竜であるプテラノドンなど、恐竜以外の生物をモチーフにしているメンバーが多く、厳密な意味で恐竜に属するのはティラノサウルスとトリケラトプスだけである。これは5体すべてを恐竜にすることで、デザインラインが似通ってしまうことを避けた結果である。初期設定での5体のモチーフには、ティラノサウルス（赤）、トリケラトプス（緑）、プテラノドン（青）、ブラキオサウルス（黒）、ステゴサウルス（黄）が設定されていた。
モチーフとなった実際の生物にかかわらず、本作品では守護獣を「1億7千万年前の人類が各部族の象徴としていた恐竜」と設定している。東映プロデューサーの白倉伸一郎によれば、メインライターの杉村升は『ドラゴンクエスト』のように時代設定などが不明確でもユーザーに受け入れられる世界観を作ることを重視しており、恐竜時代には人類はいないという批判に対してもそれを言ったら人間は変身できないと返していたという。また、守護獣の名称も杉村のこだわりによりモチーフの名前をそのまま用いている。
本作品よりバンダイの戦隊担当となった野中剛は、従来悪役イメージが強かった恐竜のイメージを覆すため、キャラクターの曲線を増やしたり、アーマーを強調するなど様々な提案を行った。また、本作品よりメインデザイナーに昇格したプレックスの加藤大志は大獣神の頭部デザインを人間的にイメージしていたが、最終的に神像をイメージした頭部に変更させている。
それまでは、怪獣に類似するイメージなどから恐竜がヒーローのモチーフに用いられることは少なかったが、本作品以降スーパー戦隊シリーズの定番モチーフの一つとなり、他社作品にも影響を与えたとされる。

### ファンタジー性とゲーム性
本作品ではファンタジー性やRPGテイストが強く意識されているが、これは、当初オーソドックス要素のみで企画する方向性だったが、本作品で戦隊初参加となった、杉村升が打ち出したものである。前作が開拓した大人向け路線から一転して子供向けに戻ったことには反発もあったが、杉村は譲らなかった。プロデューサーの鈴木武幸は、作品を大胆に変えることでターゲットを絞り込み、視聴者の目を引くことが目的であったとしている。企画書では、普遍性のある子供番組とすることや子供の視点に立つことなどが掲げられている。
本作品の世界がゲーム的なファンタジーであるため、悪役であるバンドーラ一味も死なないことは決まっていた。その一方、ブライは短命という悲劇性を背負う人物として設定されているが、これは『ドラゴンクエスト』に見られる「息子が父を越える」というテーマを「弟が兄を越える」と読み換えて構成したものであるうえ、バンドーラの死んだ息子カイと対比を成している。
ファンタジー性の顕著な例として、従来作の巨大ロボットに当たるキャラクターには、「守護獣」という人知を超えた存在との設定がなされている。ジュウレンジャーを導き助力し、時に試練を与えるという守護獣の存在は、ストーリー面でも添え物以上の活躍を見せた。巨大ロボの存在がドラマパートから乖離しがちであることは前作当時からスタッフ間で懸念されており、メカという設定を廃したのはドラマが続いているという感覚を表現するためである。鈴木は、ロボットに強いキャラクター性を与えたことにより、子供たちが親近感を感じるようになり、以降の作品でロボットの設定の自由度が増したと述べている。

### 「6人目の戦士」のレギュラー化
本作品では、「6人目の戦士」をスーパー戦隊シリーズとしては初めてレギュラーキャラクターとするアイディアが導入されている。これは視聴率の好調な推移に伴う実験的な試みとして採用されたものだが、スーパー戦隊シリーズの伝統的なフォーマットである「5人で1つ」を崩す反則的なアイデアでもあることから、6人目の準備は東映社内でも極秘裏に進められていたという。
白倉によれば、『巨獣特捜ジャスピオン』のマッドギャランのようなライバルキャラクターを登場させたいという狙いがあり、一方で『超電子バイオマン』のバイオハンター・シルバとは異なる趣とするため、戦隊5人と同一フォーマットのキャラクターとなり、さらに先に登場が決定していたドラゴンシーザーと絡めることとなったという。
当初は本作品限りの予定だったが、予想以上に「6人目の戦士」であるドラゴンレンジャーに人気が集まったことから、翌年以降も「6人目の戦士の登場」がスーパー戦隊シリーズのスタンダードとして定着する形になった。

## あらすじ
かつて地上は恐竜と、恐竜から進化した人間「妖精族」が共に暮らしていた。しかし1億7千万年前、恐竜部族の長の一人が悪魔と契約して人類滅亡を画策。五大部族たちは守護獣と共に、悪魔と悪魔に魂を売った魔女バンドーラと戦う。悪魔を撃退し、1億7000万年周期で宇宙を巡る惑星ネメシスへバンドーラと手下たちを封印したが世界は大氷河に覆い尽くされ、恐竜は絶滅してしまう。
恐竜族は長い時間の間に消え、妖精族は新たに進化した人間に溶け込み暮らしていたが、ネメシスに飛来したスペースシャトルの乗組員たちのミスでバンドーラが復活し、再び地球を狙う。しかし、長い眠りについていた古代人類の戦士たちもまた、彼らと戦うために不思議仙人バーザによって目覚めた。
地上に残された最後の恐竜の卵を巡る神と悪魔の決戦の物語が始まった。

## 登場人物

### 恐竜戦隊ジュウレンジャー
古代恐竜人類の中で最も栄えた5大部族の末裔の戦士たち。王族と騎士で構成されているが、相互に主従関係は存在せず対等に接しており、変身前後に関わらず本名で呼び合う。
バンドーラ一味の復活に備えて、古代神殿で長い眠りに就いていた。現代に復活後、バンドーラ一味から地球を守るためだけでなく、恐竜の卵を巡る攻防戦も繰り広げた。最終回でバンドーラ一味を封印した後は、バーザや守護獣たちと共に天界へと去っていった。
ゲキ
ヤマト族プリンス。24歳。
正義に燃える熱血漢のリーダー。優れた剣術と使命を重んじる真っすぐな性格の持ち主。神である守護獣を慕ってはいるが、一方で理不尽な命令に対しては反論すると同時に自分の正義も訴えるなど、芯の強さも見せる。
当初はドーラスフィンクスに自分の弱点をなぞなぞにして出させたり、ドーラゴブリンを騙して靴を逆に履かせたりと知恵を駆使していたが、後半になるにつれて猪突の勢いが出てきた。各々のアルバイトが描かれた際、自身はバンドーラ一味の出現に備えてアルバイトを行わなかった。
元々はヤマト王族の黒のナイトの次男で、1歳の時に養子としてヤマト国王に引き取られたが、本人はその事実を兄であるブライの登場まで知らなかった。その養父母と10歳になる妹を1億7千万年前のバンドーラとの戦いで失っていることもあって、実の兄のブライを慕う気持ちは強い。ブライが敵となっていたころは兄への情ゆえに戦意が鈍って、チームの足を引っ張ってしまい、大獣神を倒される事態にまで発展してしまった。自らの甘さが招いた事態を痛感して、ブライを討つことを決意し、ブライとの一騎討ちを制するが「俺の命で、兄さんの復讐が終わるのなら構わない」とブライに自身の命を預け、その行動からブライを改心させ、和解を果たした。ブライが実は既に死んでいた上に、与えられた寿命を知ったことでさらに苦悩し、そこをバンドーラにつけこまれ、またもやチームワークを乱してしまうが、「俺の幸せは、悪を倒し、自分の手で兄さんを救い、ともに暮らすことだ」と新たに決意する。結果的にブライを喪ってしまうが、悲しみを乗り越えると共に兄の遺志と力を受け継ぎ、戦士として大きく成長した。
2014年の映画『獣電戦隊キョウリュウジャーVSゴーバスターズ 恐竜大決戦! さらば永遠の友よ』には、桐生ダンテツもその名を知る伝説の戦士として登場する。本作品の最終回で天の世界に去った後の20年間の動向は語られておらず、疑問に思った演者の望月祐多が監督に尋ねたところ「諸国を漫遊していた」と言われたという。

ティラノレンジャー
ゲキが変身する正義の戦士。スーツカラーはレッド。
剣技を得意とする。
- 両手の指を3本曲げる構えは恐竜の前脚を模しており、後ろ回し蹴りもティラノサウルスの尾による一撃をイメージしている。

アームド・ティラノ
ティラノレンジャーがドラゴンレンジャーの装備であるドラゴンアーマーとレンジャーアームレット、そして獣奏剣を武装した姿。龍撃剣と獣奏剣の二刀流で戦う。3倍から5倍程度の戦闘力となり、厚さ2メートルの壁を蹴り抜く脚力と戦車2台を30秒で破壊する腕力を持つ。
ドーラアンタイオス戦とドーラユニコーン戦で変身した。

ゴウシ
シャーマ族ナイト。27歳。
ブライを除くメンバーの中では最年長の参謀格。メンバーで唯一古代文字を読める。冷静沈着で感情をあまり表に出さないが、本質は自然や子どもを愛する穏やかで心優しい人物。経験豊富で状況判断にも優れ、バンドーラからも「ジュウレンジャーを影で支えてるのはゴウシ」と評価されている。第28話で描かれたアルバイトは工事現場での交通誘導。
幼いころに両親を亡くしており、姉のオトメに育てられたが、1億7千万年前のバンドーラとの戦いの際に目の前で失ってしまったため、仲のいい兄弟・姉妹を見るとそのことを思い出す。
ブライ絡みになると冷静さを失うゲキを諌めることもあり、第32話ではゲキを立ち直らせるべく、黒騎士に扮して襲いかかるという荒療治も行った。

マンモスレンジャー
ゴウシが変身する知恵の戦士。スーツカラーはブラック。
パワー技に優れており、怒りが頂点に達すると凄まじい破壊力を発揮する。

ダン
エトフ族ナイト。19歳。「冗談じゃねえよ！」が口癖。
性格は明るく、短気でやや慌て者だが、ムードメーカー的な一面も持つ。根は素直で困っている人を放っておけないお人好し。第2話では年下のボーイとメイに危機感の欠如を叱られたり、すぐ弱音を吐くなど戦士としては未熟な部分もある。しかし、自身の軽率な行動で仲間が危機に陥ったときには深く反省し、成長していく。第28話で描かれたアルバイトはラーメン屋の皿洗い、接客、配達。
メンバーの中では一番早く現代に順応しており、漫画を愛読したり、原宿でナンパをしたり、パソコン欲しさにバイトも真っ先に行った。

トリケラレンジャー
ダンが変身する勇気の戦士。スーツカラーはブルー。
スピードに優れ、トリケランスで集団を一掃するほか、攻撃を受けても反撃に転じるのが早い。また、頭部の角を用いた頭突きや突進攻撃も得意とする。

ボーイ
ダイム族ナイト。15歳。一人称は基本的に「俺」だが、気分によっては「僕」も使う。
元気かつ律儀で、最年少ながら戦士としての意識も高い。変身前でも身軽な動きを発揮し、我流で忍術まがいの動きも身に着けた。第28話で描かれたアルバイトは宅配便の運転手。
ハンバーガーが大好物。料理が苦手で、チンジャオロースを作った際にはメンバーに酷評されてしまった。また、「見ると目が回る」というほどニンジンが嫌いで、子どもを助けるために無理して食べたこともあったが、最終的には気絶したので克服はできていない。
- スーパー戦隊シリーズの中で、女戦士や追加戦士を除いた男性メインメンバーの中では歴代で最年少である。

タイガーレンジャー
ボーイが変身する希望の戦士。スーツカラーはイエロー。
アクロバット技に優れ、素早い動きでトリッキーな攻撃を駆使する。また、壁や柱などを登って敵の攻撃を回避することもある。
- 初期案ではイエローが女性だった。

メイ
リシヤ族プリンセスで、伝説の英雄リシアンテウスの血を受け継ぐ。17歳。
花を愛する可憐な少女で、子ども好き。心優しく、常にメンバーを気遣い、リーダーのゲキを盛り立てることも忘れないまとめ役だが、少し生真面目すぎるところがたまにキズ。一人になっても戦い続ける頑張り屋な面もある。第28話で描かれたアルバイトはファーストフード店のレジ係。
ファッションにもこだわりがあるらしく、ストーリーに連続性のある場合を除き、毎回違う髪形で登場していた。第23話からはキュロットスカートがホットパンツになっているなど、一人だけ服装を変えている。変装の名人でもあり、第38話ではラミイと変装合戦を繰り広げたこともある。

プテラレンジャー
メイが変身する愛の戦士。スーツカラーはピンク。
身軽な動きでの空中殺法を得意とする。また、キックも強力である。
- 当初は、ピンクはいなかった。

ブライ
第17話より登場。ゲキの実の兄であり、ヤマト族の黒のナイトの息子だが、王族の支流にあたるため、劇中ではプリンスを名乗っている。31歳。
初期メンバー同様、1億7千万年前から復活した戦士。純粋かつ喜怒哀楽の激しい性格。8歳の時にヤマト王の養子となった弟・ゲキと生別し、父は野心の末にヤマト王に反逆して誅殺されている。後に国を脱出して妖精の森に住み着き、ヤマト王への憎悪と父の遺言に従い王になるという野心とプライドを心の支えにして特訓に励む日々を送った。成長するにつれ父の非は理解するようになるが、同時にやり場のない憤りを感じており、ヤマト王の死後はその矛先をヤマト王の養子となっていた弟・ゲキへと向けるようになっていった。
そのような経緯もあって最初は敵として登場し、バンドーラと結託してジュウレンジャーを追い詰めたが、内心ではバンドーラをも出し抜いて自らが地球の支配者となることを画策していた。その後、バンドーラの暗殺を決起するが失敗、さらにバンドーラパレスからも追いやられてしまう。しかし、その先で命の精霊クロトに導かれて時の停止した部屋に辿りつき、そこで獣奏剣とドラゴンシーザーを与えられる。新たな力を得たことで、今度は一人でジュウレンジャーとバンドーラ一味を倒し地球の支配を企むが、その末にゲキと一対一の対決を経て和解し、正式にジュウレンジャーの一員となる。6人揃っての変身と名乗りは第22話のみである。
実は永い眠りの間に、氷河期に起こった天変地異による洞窟の落盤事故で肉体と命を失っており、大獣神の願いを聞き入れたクロトの力によって時間限定の命を与えられていたことを後に知らされる。そのため、普段は寿命の減らない時の停止した部屋でたった一人孤独に過ごすことを余儀なくされ、味方になってからも5人の危機の間しか彼らと過ごすことができないというジレンマに陥ってしまう。当初はこのことをゲキたちに隠していたが、後にクロトによって彼らにも知らされた。
しかし、孤独に耐えかねて外に出た際、バンドーラに長時間外の世界に留まるように仕向けられ、さらに獣奏剣の発するエネルギーによって部屋の所在を突きとめられ破壊されてしまい、その残された時間もみるみるうちに減っていってしまう。その後、寿命を迎え（クロトいわく「使命」）、最期は息絶える直前にゲキにドラゴンアーマーとレンジャーアームレット、獣奏剣を託して消滅した。
5人と対立していたころは地球の支配を企む野心家だったが、それは父を失った怒りと悲しみの裏返しであり、かつて妖精の森で暮らしていたころは良太たちとも仲が良く、改心後には弟への思いやりを見せたり、子どもたちを守るために残り少ない自らの時間を省みずに奔走する姿が多く見られるなど、本来は優しい人物であることがうかがえる。
第49話では獣奏剣の導きにより思念体として登場し、守護獣たちがバンドーラの魔法界に閉じ込められていることをゲキたちに教え、守護獣たちを救出するために魔法界の扉を出現させた。

ドラゴンレンジャー
ブライが変身する力の戦士。スーツカラーはグリーン。
他の5人を圧倒する戦闘力を持つ。必殺技はドラゴンビッグバン。
ジュウレンジャーと敵対していた時には、バンドーラの魔力で巨大化し大獣神を破った。
- 東映プロデューサーの白倉伸一郎は、ドラゴンというモチーフはファンタジー設定を逆手に取ったものであると述べている。

### 支援者
不思議仙人バーザ
古代人類の白魔道士。バンドーラとの戦いの中で魔力の大半を封じられてしまったが、耳を巨大化させて聴覚を増すなどある程度は使用可能。最終回で呪文を思い出した。攻撃魔法は使えないため、戦闘時には近代兵器を用いる。普段は地下に神殿があるさくらマンションの管理人として暮らしている。いささかあわて者。
ジュウレンジャーの復活後、5人を養うために神殿にある僅かな財宝を少しずつ換金して生活費を賄っていた。当初は使命優先のため、5人に対してアルバイトを禁止していたが、のちに人生経験の一環として認めた。
最終回でバンドーラ一味を封印した後は、ゲキたちや守護獣たちと共に天界へと去る。
ノーム
第8・17・18話に登場。森に住む妖精で、バーザとは古くからの友人。バーザ同様に攻撃魔法は使えないため、戦闘時にはゴルフの要領で光弾を敵にぶつける戦い方や、近代兵器を用いている。ひねくれているが本当は優しい性格。良太という孫もいるが、彼がノームの隠していたブライの封印の扉の鍵を勝手に持ち出したことが、ブライの復活に繋がることとなった。
命の精霊クロト
第21話より登場。命の泉を守り、時を司る女神で、肌も装束も真っ白の少女の姿も持つ。
大獣神の願いによって、眠っていた間に死んでしまったブライに新しい命を与え、時の止まった部屋でブライを保護する。またブライに獣奏剣を与えたのも彼女である。たびたびブライの身を案じていたが、彼の死後はその姿を消した。

## ジュウレンジャーの装備・戦力

### 共通装備
メダル
ダイノバックラーにはめ込まれているメダル。ダイノメダルとも呼ばれている。各人ごとにメダルのマークが異なり、初期メンバーのものは各守護獣のモチーフが描かれており、ドラゴンレンジャーのものは獣奏剣にも用いられている三つ又の槍のようなマークが描かれている。守護獣メダルには、握り締めることで負傷したり病に侵された人間の治癒力を上げることができる力や、守護獣の力を結集して仲間を異次元世界から脱出させるダイノパワーを持つが、守護獣メダルを外している間は変身不能になる。ドラゴンレンジャーのメダルは、ブライの死に伴い消滅してしまった。
強化服
ジュウレンジャーがダイノバックラーを起動させて装着する強化服。ヘルメットはそれぞれの守護獣の頭部がモチーフであり、胸や手袋、ブーツには市松模様のようなデザインが施されている。ヘルメットがジュウメタル製、スーツ本体はそれを繊維化したジュウメタルファイバーでできている。2,000度の高熱やマイナス180度の低温にも耐えられる。
また、ドラゴンレンジャーのものは体力増幅装置が初期の5人と比べて著しく強化されており、素手で戦車1台を投げ飛ばして破壊できるほどである。手脚についている金色のリングは、特殊合金タロンメタル製で防御力を向上させる。
ヘルメットの額に埋まっている赤い石は、ダイノクリスタルと同じ材質でできている。ここに獣奏剣の音色を共鳴させて、ドラゴンシーザーに変形合体命令を送る。
- 胸や手袋、ブーツの菱形の模様は恐竜の牙が図案化されたもの。

### 初期メンバーの装備品
ダイノバックラー
ジュウレンジャーの変身用アイテム。ジュウメタル製。
普段はベルトにバックルとして取り付けられており、変身後も引き続きベルトのバックルとして180度回転した状態（メダルを収めた部分が露出する向き）で残る。変身に際しては胸の前に突き出したダイノバックラーをダイノバックラーの発声とともに上下反転させることでバックラーの中にはめ込まれている守護獣メダルが輝き変身する。
ボーイとメイは第3話のゴーレム兵戦において、ベルトから外したダイノバックラーを右手のナックルガードとして使用している。
レンジャースティック
左腰のホルスターに携行している戦闘用の棒。恐竜を模したデザインをしている。ガイアトロンエネルギーで駆動し、銃タイプのレンジャーガン、剣タイプのレンジャーソードに変形する。
ドラゴンレンジャーは初登場時にプテラレンジャーのものを奪って使用した。
- バンダイデザイナーの野中剛は、前作『ジェットマン』のバードブラスターの売上が好調であったことから、同様に動物の顔がついたデザインにしたと述べている。

レンジャーガン
レンジャースティックを変形させたエネルギーガン。発射されるガイアトロンエネルギーをプラズマ状に変換した光弾は1メートル四方の鋼鉄を溶かす威力がある。
レンジャーソード
レンジャースティックを変形させた剣。刃に送ったエネルギーを超振動エネルギーに変換して分厚い鉄板を切り裂くほどの切れ味を発揮する。先端を飛び出させる短剣から電撃を放つことも可能。
サンダースリンガー
第29話から登場。スリング型のレーザー銃。上部と左右に銃口を備えており、通常時は上部の銃口から矢の形のエネルギー弾を放ち、左右の銃口はレンジャースリンガー時に用いられる。強化ゴーレム兵を一発で破壊する。
ゲキとブライがキングブラキオンと戦う神秘の沼の試練を乗り越えて入手した宝箱の中に入っていた。5人用しかないため、ドラゴンレンジャーは入手直後のみ使用。第38話でメイ以外の4人が幼態のドーラシルキスの放った繭に閉じ込められて脱出する際に使用して以降は使われなくなった。
レンジャースリンガー
レンジャーガンの後部にサンダースリンガーを接続させたレーザー銃。大型トレーラーを消滅させる威力を持つ。
ダイノクリスタル
守護獣を変形合体させる5本の円錐状クリスタルで、初期メンバーのパーソナルカラーに対応した彩色である。山の中に隠されていた。
守護獣のコクピット内の操縦パネルに挿し込むと、変形合体が行われ、合体完了後は操縦桿になる。第7話以降はメンバーの各メダルから出現する。
- 放送当時の玩具では存在しなかったが、2015年に受注販売された「戦隊職人ダイノバックラー」でティラノレンジャーのダイノクリスタルがボーナスパーツとして初の商品化がされた。

### 伝説の武器
第4話から登場。初期メンバーの個人武器。絶望の大陸に住む天翔る5つの首を持ったドラゴンの体内から出てきたもので数億年もの間、絶望の大陸に隠されていた。それぞれにガイアトロンの吸収板が内蔵されており、地球がある限りそのエネルギーは尽きることがなく、決して切れ味が落ちない。ジュウレンジャーに変身後は武器自体も変化・強化される。
現代に蘇ったときに持っていた古代の武器が破損したために入手の必要が発生。冒険の末にゲキが武器そのものに呼びかけることによって入手した。
龍撃剣（）
ゲキの個人武器であるソードがティラノレンジャーの力で変化した諸刃剣。ジュウメタル製。刀身にガイアトロンとゲキの生体エネルギーを掛け合わせると、光の刃と化し、戦車を一振りで真っ二つにする威力を発揮する。光線も発することができ、第6話では近くにあるダイノクリスタルに反応し、その場所に向けて自動的に光線が放たれた。鍔は角のようなものが左右に3つずつ付いたものとなっている。
龍撃剣を用いた技は滑空するように飛び空中で敵をすれ違いざまに切り裂くティラノスラッシュ。この技は剣を投げつけるバージョンもあり、ドラゴンレンジャーとの決闘を制する際にも用いた。アームドティラノレンジャーの状態では龍撃剣→獣奏剣の順で敵を×字に切り裂くドラゴンティラノスラッシュを放つ。ドーラアンタイオスの心臓、ドーラユニコーンを倒した。
ハウリングキャノンの上部パーツを形成。
モスブレイカー
ゴウシの個人武器であるアックスがマンモスレンジャーの力で変化した斧。その威力は大岩をも切り裂く。
モスブレイカーを用いた技は空中から敵を真っ二つに切り裂くマンモスブレイク。ドーラキマイラを倒した。
変形させることで柄の部分を砲身とするエネルギービームを放つ光線砲モスキャノンになり、その威力は厚さ1メートルのコンクリートの壁を打ち破る。
ハウリングキャノンの中核を形成。
トリケランス
ダンの個人武器である二本一組のランスがトリケラレンジャーの力で変化した三つ又状の槍。分厚い鋼板も突き破る。変化前同様に伸縮自在で2本を接続させて双槍にすることができる。回転させて突風を起こすことも可能。
トリケランスを用いた技は空中から敵を突き刺すトリケラスラスト。ドーラアルゴスを倒した。
ハウリングキャノンの左右砲門の内側を形成。
サーベルダガー
ボーイの個人武器である二本一組のダガーがタイガーレンジャーの力で変化した短剣。虎の牙を模していて、刃の両側には可動式の爪が付いており、これで敵の武器を受け止めて防御に使うこともできる。投げて使用することも多い。
サーベルダガーを用いた技はタイガー分身の術との組み合わせで敵を翻弄しながら、サーベルダガーを投げつけるタイガーバイト。ドーラニンジャ戦で使用。
ハウリングキャノンの左右砲門の外側を形成。
プテラアロー
メイの個人武器であるアローがプテラレンジャーの力で変化した弓矢。リシヤ族の伝説の英雄・リシアンテウスの力を受け継いでいる。100メートル先の標的を貫く。エネルギーを込めた光の矢を放つこともある。弓を剣のように用いて立ち回ることもある。
プテラアローを用いた技は空中で連続発射した後、地上で最後の一矢を放つプテラアローシュート。コンビネーションクラッシュで使用した際にドーラブーガラナンを倒した。
ハウリングキャノンの前上部を形成。
ハウリングキャノン
伝説の武器を合体させた必殺エネルギー砲。マンモスレンジャーが空中に放り投げたバズーカ形態のモスブレイカーを核に、プテラレンジャーが転送させたプテラアローが横向きに合体。そのプテラアローにトリケラレンジャーが転送させたトリケランスとタイガーレンジャーが転送させたサーベルダガーが合体し、龍撃剣を手にしたティラノレンジャーがジャンプして龍撃剣を直接上部に合体させて完成。完成したハウリングキャノンはティラノレンジャーが手にし、地上に着地後、ティラノレンジャーを中心にシューティングフォーメーションをとり、5人の生体エネルギーと武器のガイアトロンエネルギーを一つにしたエネルギー光線を発射する。
設定上、プテラアロー・トリケランス・龍撃剣を合体させたスーパーソードアローとモスブレイカー・サーベルダガーを合体させたツインホーンキャノンという形態にすることも可能である。

### ドラゴンレンジャー専用装備
ドラゴンバックラー
ドラゴンレンジャー専用のダイノバックラー。金色のカラーリングが施されている。変身する際の発声は初期メンバー5人同様に「ダイノバックラー」。ティラノレンジャーがアームドに変身する際はメダルはティラノのままでドラゴンバックラーに変化する。
- 玩具は全ての守護獣メダルをセットにして販売されたが、戦隊職人ではドラゴンレンジャーとティラノレンジャーの守護獣メダルをセットにして販売されている。

獣奏剣（）
ドラゴンレンジャーの個人武器である短剣。左腰のホルダーにさして携行する。刃の部分からは、レンジャーガンと同等の威力を持つ破壊ビームを発射する。横笛の機能も持ち、ドラゴンアーマーのバリア機能を発動させ、守護獣ドラゴンシーザーの召喚・指示にも用いられる。一心に念じ時の止まった部屋と下界を行き来することもできる。第21話でクロトから与えられ、これにより、ドラゴンシーザーの召喚も可能になった。第29話でのキングブラキオン戦ではティラノレンジャーから借りた龍撃剣と交差させることで光線を発射。ブライ亡き後はゲキが受け継いだ。
- ドラゴンレンジャーのスーツアクターを務めた高岩成二は、獣奏剣を吹くシーンではマスクの口の位置がわからず苦労した旨を語っている。

ドラゴンアーマー&レンジャーアームレット
ドラゴンレンジャーの胸に装着された金色の鎧と両二の腕に装備されたアームブレスレット。タロンメタル製で、装着した者のパワーと防御力を増大させる。獣奏剣を吹いて気を集中すれば、バリアーを張ることも可能。第29話でのキングブラキオン戦では囮役を引き受けたドラゴンレンジャーがサンダースリンガーが入っている宝箱を取りに行くティラノレンジャーにドラゴンアーマーを一時的に貸し与えた。ドラゴンレンジャー亡き後は獣奏剣同様にティラノレンジャーに受け継がれる。
劇中では語られていないが、ジュウレンジャーの中の選ばれた勇者が継承する予定だったが、眠りに就く前のブライが神殿から盗み出した。
魔剣ヘルフリード
地獄最大の魔剣。第18話において、ブライと同盟を結んだバンドーラが与えた武器であり、野望を燃やした強力な執念を持つ者だけが手にできる。地面に突き刺して、衝撃波を放つことも可能。獣奏剣と合わせての二刀流も披露した。第22話において、ブライが改心したことで土になって消滅した。

### 合体技
バベルアタック
ティラノレンジャー、マンモスレンジャー、トリケラレンジャーを土台にタイガーレンジャー、プテラレンジャーが櫓を組んだ状態から5人のレンジャースティックを逆星型に合体させてエネルギーをスパークさせて放つ強力な衝撃波。
ドーラナイト戦とドーラミラージュ戦で使用。ドーラナイト戦では初使用にもかかわらず、全く通用せずに跳ね返されてしまった。
放送当時発売された超合金玩具ではドラゴンレンジャーがタイガーレンジャーとプテラレンジャーを土台とした状態でのスーパーバベルアタックが描かれたが劇中未使用。
『獣電戦隊キョウリュウジャーVSゴーバスターズ』ではネオグリフォーザーに対して使用する。
レンジャースリンガー・ファイナルショット
レンジャースリンガーを5人同時に発射し、球体状のエネルギー弾とする必殺技。威力は通常の25倍。初使用では巨大ドーラフランケにダメージを与え、等身大戦ではドーラレイガーを倒した。劇中での使用は、その2回のみ。
コンビネーションクラッシュ
伝説の武器を用いた連続攻撃。第4・7・8・26話で使用。
基本的には繋ぎ技として用いられ、ティラノレンジャーが最後の攻撃を担当するが第26話でのドーラブーガラナン戦ではプテラレンジャーが最後の攻撃を担当し、トドメも刺した。

### 個人技
分身の術
タイガーレンジャーの技。忍者の使う分身の術であり、最大6人にまで分身。第34話で使用。
葉隠の術
ボーイの技。木の葉を周辺に撒き散らし、姿を隠す忍法。
破壊弾（光弾）
ドラゴンレンジャーの技。両手にエネルギーを集中させて放つ衝撃弾。現代に復活した直後のジュウレンジャー戦で使用。

### ザウラーマシーン
これら3台のマシンは、タンク部にあるエネルギー炉・ガイアトロンコンバーターのガイアトロンエネルギーで駆動する。これは超太古の技術で現代人類だけでなく古代人類にも原理は解明できないと言われている。劇中では変身前の移動手段として使われる場面が多い。ガイアトロン弾を放つ。必殺技は、3台で一斉にガイアトロン弾を発射するザウラーバスター。
ロードザウラー1
ティラノレンジャー専用のバイク。最高速度は時速320キロメートル。後部ブースターを噴射させ、超高速による走行を可能とする。秒間4000発のガイアトロン弾を発射する3連バルカン砲を装備。
サイドザウラー2
マンモスレンジャーとタイガーレンジャー専用の左サイドカー。運転は主にマンモスレンジャーが行う。最高速度は時速280キロメートル。出力は600馬力。大型キャノン砲2門を装備。
サイドザウラー3
トリケラレンジャーとプテラレンジャー専用の右サイドカー。運転は主にトリケラレンジャーが行う。最高速度は時速300キロメートル。秒間600発のマシンガンを2門装備。

### 守護獣
従来のスーパー戦隊シリーズの作品とは異なり、本作品ではメカではなく神として設定されている。戦隊側に使役されるのではなく崇められる対象であり、明確な意思と行動理念をもってジュウレンジャーに力を貸している。そのため、時に戦士を窘めることがあれば、搭乗を拒否するといった独断行動を行う。ガイアトロンをエネルギー源としている。
彼らは恐竜人類を守る神であり、恐竜とともに生きる生命を守護する役目を持つ。ゆえに人間もまた守る立場にある。究極大獣神が本来の姿であるが、古代人類の登場するはるか古の時代において、地獄から現われた悪魔・大サタンとの戦いに勝利した際に傷を負い、7体の意思を持った分身体に分離した後は、守護獣として古代人類を守っていた。
神の存在は守護する恐竜の存在と同調しており、地球から全ての恐竜が絶滅した場合、役目を終えた神はこの世からいなくなる。バンドーラによる恐竜絶滅によってほぼ全ての恐竜が息絶えたが、キングブラキオンの体内にて雄と雌一対の卵が安置されたために消滅を免れた。この卵がのちに戦いの鍵となる。
初期メンバーの守護獣はコクピットに乗り込んだジュウレンジャーが、コンソールを操作して、ジュウレンジャーが描かれている左側パネルと守護獣が描かれている右側パネルを同調させ、恐竜が描かれている上部中央のパネルと繋げる合身を行うことで力を高める。
- CG技術のない当時の撮影関係により、戦闘時に全ての守護獣が単体で活動することはない。そのため、体当たりなどの接近戦は着ぐるみの関係でティラノザウルスとドラゴンシーザーの役割である。また、作中で見られるメインの守護獣5体の行進は、背景をローラー回転させつつ遠方に着ぐるみのティラノザウルスの足踏み、他4体がカメラ至近距離に設置されたミニチュアを揺らすという、遠近法を活かした組み合わせで撮影された[68][69]。

守護獣ティラノザウルス
ティラノサウルスの姿をしたヤマト族の守護獣。体色は赤。召喚時は大地を割って出現する。登場は第2話から。
単独でも巨大ドーラモンスターと戦えるだけの戦闘能力を有し、尻尾を振り回したり、尻尾を地面に叩き透けて上空に飛び上がって攻撃するジャンピングキックを得意とする。鋭く鋼鉄をも噛み砕く牙と太くビルをも粉砕する尾も武器となる。
必殺技は口から放つ咆哮と共に砂嵐を起こすほどの衝撃波を放射するティラノソニック。ドーラタイタン、ドーラエンドス、ドーラトトイスを倒した。ドーラタロスに対しても使用したが、カイの念力によってはじき返され、自身が受けてしまった。
大獣神の顔・胴体、ダイノタンカーの上部を形成。
『獣電戦隊キョウリュウジャーVSゴーバスターズ 恐竜大決戦! さらば永遠の友よ』ではCGで登場している。
- 当時考えられていたティラノサウルスの姿（ゴジラ型）に準じて、大獣神に似せて直立にデザインされている。
- ティラノソニックは地面のセットに仕掛けた火花の出ない火薬を連続で爆発させることで表現している。

守護獣ジュウマンモス
マンモスの姿をしたシャーマ族の守護獣。体色は黒。召喚時は南極の氷山から出現する。
鼻からはマイナス200度の冷凍ガスモスブリザードを噴射する。
大獣神と剛龍神の腕、頭部は大獣神のマンモスシールドになる。ダイノタンカーの中央部と獣戦車キャノンを形成。
トリケラトプス、サーベルタイガー、プテラノドンと共に第3話から登場。
- 当初はディメトロドンであったが、村上克司の指示でマンモスに入れ換えられた。

守護獣トリケラトプス
トリケラトプスの姿をしたエトフ族の守護獣。体色は青。召喚時は砂漠から出現する。
尻尾に備えた2門のトリケラカノンは一発で高層ビルを半壊する威力を持つ。角からは鎖を発射。脚部はキャタピラ。
大獣神と剛龍神の左足、ダイノタンカーの左車両を形成。
守護獣サーベルタイガー
サーベルタイガーの姿をしたダイム族の守護獣。体色は黄色。召喚時は森林から出現する。
尻尾に備えたビームバルカン砲サーベルガンの威力は一撃で東京タワーを蒸発させるほど。走力とジャンプ力にも優れ、それらを生かした体当たりも得意としている。
大獣神と剛龍神の右足、ダイノタンカーの右車両を形成。
- 当初は首長竜であったが、村上克司の指示でサーベルタイガーに入れ換えられた。

守護獣プテラノドン
プテラノドンの姿をしたリシヤ族の守護獣。体色は白と赤を基調としていて、翼は灰色。召喚時は火山から出現する。
武器は両翼から放つプテラビーム。索敵用の超高感度レーダーも搭載。守護獣で唯一飛行能力を持つ。
大獣神の胸部装甲、ダイノタンカーの上部レーダーユニットを形成。
守護獣ドラゴンシーザー
ドラゴンの姿をしたヤマト族のもう1体の守護獣。体色は黒と緑。召喚時は海中から出現する。初登場は第21話でブライが獣奏剣を入手したことで召喚が可能になった。
基本的には獣奏剣から発せられる音色により操られるが、ティラノザウルスたちと同様に内部に乗り込み合身することも可能。
武器は指から放つ超高熱光弾ドラゴンハーレーとドリル型尻尾のスピニングシーザー。防御面では胸部のブレストラーにエネルギーを集中してペンタゴンバリアーを発生させる。単体で巨大ドーラモンスターを倒したことはないが、初陣では巨大グリフォーザーとラミイスコーピオンとの2対1をこなした。
暴れん坊だが、耕太にかっこいいポーズを取ってとねだられたら照れたり、亡きブライを恋しがったりする一面も見せている。
ドラゴンレンジャー亡き後は獣奏剣を受け継いだティラノレンジャーの手で召喚されるようになり、ゲキ同様にブライの死を乗り越えた。
剛龍神の顔・胴体、ブレストラーとスピニングシーザーはドラゴンアントラーを形成。獣帝大獣神と究極大獣神のヘッドギア・肩アーマーとなり、ブレストラーはキングブラキオンの胸部に装備され、スピニングシーザーはキングブラキオンの尻尾となる。
- 企画初期ではモチーフはマンモスだった。
- 単独では人型にならない初の2号ロボである。また、玩具「DXドラゴンシーザー」はシリーズで初めて音声・発光ギミックを搭載しており、以後の戦隊ロボ玩具でも電子ギミックを搭載したものが恒例化していった。同商品では、ギミック部分を本体から分離する武器ユニットとすることで、変形合体に干渉せず電池のスペースを確保している。
- 東映プロデューサーの白倉は、メカゴジラやガイガンなどの怪獣をやりたいスタッフがいたと証言しており、怪獣のイメージから海から出現したりティラノザウルスと対決したりという描写になったと述べている。

獣騎神キングブラキオン
ブラキオサウルスの姿をした守護獣の使徒のメカ生命体。体色は白。神秘の沼の番人でもある。初登場した第29話では、ゲキとブライがサンダースリンガーを手に入れるに相応しいかを試す試練として立ちはだかった。
技は口から吐く火炎弾のガイアトロンエネルギー弾、首からは吸引ビームを放つ。長い首を利用し、ビルなどの高い場所でも救助活動が可能。体内に保温室を持っており、恐竜の卵を守り抜いた。
超獣戦車キングタンカーに変形した際は、尻尾が変形した2門の大砲テイルキャノンを左右前面に展開し、胸部装甲は後部に移動した状態になる。巨大神を乗せての連携攻撃も行う。
究極大獣神の下半身を形成。胸部装甲は上半身側の胸部装甲、前足は上半身側の手甲になる。
最終決戦ではバンドーラの罠で砂地獄に沈められ、魔法界に幽閉されてしまうが、大獣神とドラゴンシーザーと同様ジュウレンジャーの手に救出された。抱えていた恐竜の卵も無事で、バンドーラ一味との戦いが終わった後は、もうすぐ産まれてくる恐竜の卵をジュウレンジャーに返した。
- 玩具では電動走行ギミックが内蔵され、獣帝大獣神だけでなく、ティラノザウルス、ドラゴンシーザー、大獣神、剛龍神を載せられる仕様となっているが、作中にて獣帝大獣神の他に乗せたのは、第45話における大獣神が1度きりである。また同じく玩具のみとなった仕様として、通常形態でダイノタンカーを牽引走行することも出来る。

獣戦車ダイノタンカー
ティラノザウルスを始めとする5体の守護獣が「合体・ダイノミッション」の合図で合体した巨大戦車。第6話で初登場。
武器は上部左右に備えられた2門の獣戦車キャノン。5体の守護獣の目から一斉に放つビーム攻撃の獣戦車ストーム。大獣神から戻ったり、上半身だけを大獣神にすることも可能で、第6話ではこれを利用したトリッキーな戦いを見せた。

### 巨大神
大獣神（）
第6話から登場。ダイノタンカーが「発動！大獣神」を合図に変形した超神。人語を操る。
ガイアトロンエネルギーを全身で吸収することで、超戦闘力を発動する。武器・技は空から飛来する恐竜剣ゴッドホーンとジュウマンモスの顔部が変形したマンモスシールドを手持ち武器とし、頭部の角からの大獣神ビーム、目から放つ赤色光線と吸引ビーム、背中の大砲からのエネルギー弾やマンモスシールドの両目部分から放つエネルギー光線も使用。
必殺技はエネルギーを刀身部分に集中させ、ゴッドホーンの刀身から雷光を発生させた状態でジュウレンジャーと大獣神が同じ掛け声で放つ超伝説・雷光斬り（）。右手一本で高く掲げ斜めに切り下ろすのが基本パターンだが、左側から横一閃に振るう場合や右下から斜めに切り上げることもある。強化したドーラモンスターに通じなかったこともあり、復活した大サタンとの第1戦では投げつけた剣自体を消し飛ばされてしまった。
合体は、守護獣を呼ぶ都合からジュウレンジャー5人が揃う必要があるが、合体した状態で登場することもあった。また、操縦は5人揃わなくても可能。第31話では、ティラノレンジャーの席の後ろに、ドラゴンレンジャー用の席も配置された。
ティラノザウルスにトリケラトプス・サーベルタイガーが合体した状態から立ち上がり、前後からジュウマンモスの変形した両腕・背中とプテラノドンが変形した胸部が装着されるという変則的な合体を行ったこともある。
第20話において、太陽光も含まれているガイアトロンの弱点を突いたバンドーラの日食を利用した作戦での戦闘で巨大化したグリフォーザー夫妻とドラゴンレンジャーの総攻撃に敗北。地の底に落下してしまったが、第22話において、マグマ内のガイアトロンで傷を癒したことで復活を果たす。
宿敵・大サタンとの戦いは、太古の戦いにおいては勝利したものの究極大獣神を維持できないほどの傷を負い、第31話では復活した大サタンの力で誕生したサタンフランケの泡でドラゴンシーザーと共に溶かされかけ、第48話では大サタンの支援を受けた強化ドーラタロスに左腕を切断されてしまうなど苦戦は免れなかった。第49話でドラゴンシーザーと共にドーラタロスと大サタンに敗北した後、バンドーラの魔法界に幽閉されてしまうが、第50話でジュウレンジャーに救出され、大サタンとの戦いに終止符を打つ。バンドーラが魔力を失った後、バンドーラ一味を再び壺に封印した。
初登場では、人間に化けたドーラスフィンクスを相手になぞなぞ対決に走るという一風変わったデビュー戦を行った。
- デザインの原案はプレックス社内にストックされていたもので、従来の戦隊ロボとは異なり、単純な直線的な形状は避けられ、複雑な面構成となった。
- 合体シーンは、走行しながらの描写や合成によりミニチュアとスーツを切り替えるなど、革新的な要素が多く盛り込まれ、以降の作品でも踏襲している。

『特命戦隊ゴーバスターズVS海賊戦隊ゴーカイジャー THE MOVIE』
レジェンドロボキーの能力で豪獣神が変身。
- この作品で使われたスーツは、展示用に作られた物で、関節などほぼ曲げられない状態。

『獣電戦隊キョウリュウジャーVSゴーバスターズ 恐竜大決戦! さらば永遠の友よ』
ジュウレンジャー獣電池の能力でガブティラの分身として守護獣ティラノザウルスが出現。ガブティラがキョウリュウジンに合体したことで、守護獣ティラノザウルスも大獣神に変身した。
- この作品のスーツも、先の『ゴーバスターズVSゴーカイジャー』と同じ展示用スーツが使用されている。

剛龍神（）
第22話から登場。ドラゴンシーザー、ジュウマンモス、トリケラトプス、サーベルタイガーが「合体！ドラゴンミッション」の合図で合体した超神。機動力を活かしての戦闘を行う。ドラゴンレンジャーは搭乗せず、操縦は大獣神同様にティラノレンジャーたち初期メンバーだけで行う。
主な武器はドラゴンシーザーの尻尾部分と胸のペンタゴンが合体した先端にドリルを装備した長槍の剛龍槍ドラゴンアントラーと命中した対象を溶かす角を白熱化させた角型ブーメランのヒートホーン。ドラゴンアントラーを回転させることでアントラーバリヤーも発生させる。また、ヒートホーンはドーラフランケやドーラタロスには通じず、あっさり跳ね返されてしまったこともあった。
必殺技はドラゴンアントラーのドリルを高速回転・発光させ、ジュウレンジャーと剛龍神が同じ掛け声を放ちながら敵を貫く超爆裂龍神突き（）。
初登場時はブライとドラゴンシーザーがジュウレンジャーの一員になったことを祝しての合体であり、戦闘を行うことはなかった。
- 剛龍神の「剛」はデザイナー野中剛の「剛」から来ており本人曰く「公私混同」。
- これまでのスーパー合体のパターンを変えるため、映像でメインに映る部分である顔と胸を重点的に変えるものとなった。

獣帝大獣神（）
第31話から登場。大獣神とドラゴンシーザーが獣帝合体した超神。ドラゴンシーザーが変形した鎧を大獣神が頭部・両肩・両腕に装備。大獣神や剛龍神とは逆に射撃戦を主体としている。
胸と両肩から熱光線カイザーバーストを放ち、肩からはミサイルショルダーブラストも放つ（劇中未使用）。
必殺技は守護獣の体内の全エネルギーを胸に集めて一気に放出するエンパイアアタック。超伝説雷光斬りの2.5倍の破壊力を誇り、サタンフランケとドーラシルキスを倒した。
単独で登場したのは僅かに3回のみで、究極大獣神になることなく勝利したのは第38話のドーラシルキス戦のみ。第48話では砂地獄に飲み込まれるキングブラキオンを助けようとするも、バンドーラの妨害により失敗。
- 玩具ではドリル部とブレストラーに分割したドラゴンアントラーを左右の肩に装着することもできるが、素の状態でもスーツが非常に重く、これ以上パーツを増やせなかったため劇中への登場は見送られた。フルセット版である「6大守護獣超合神セット」も発売され、メイ役の千葉麗子が出演するビデオが付属した。

究極大獣神（）
第31話から登場。獣帝大獣神とキングブラキオンが究極合体した最強超神。獣帝大獣神がキングタンカーに騎乗し、余ったドラゴンアントラーのパーツがキングブラキオンと合体することで完成する。大獣神本来の姿であり、大サタンに正面から立ち向かえる唯一の存在。かつての大サタンとの戦いで傷ついたことから、究極大獣神の姿を維持できなくなっていたが、ジュウレンジャー6人が碑文の石碑に各々の称号と共に守護獣メダルをはめ込み、それにより生じた力で究極大獣神への合体が可能になった。究極の名に恥じず、作中では無敗。
キングブラキオンに乗った大獣神の上から変形したドラゴンシーザーが装着するという変則合体を行ったこともある。
必殺技は全身の火器を一斉発射するグランバニッシャー。ドーラ金角・ガンサク・アンタイオス・タロス（強化も含む）を倒した。大サタン相手に使用した際は、初降臨時は完全に倒すことはできなかったが、最終決戦では強化ドーラタロスと共に完全に倒した。最初のドーラタロス戦ではカイに洗脳された子供たちを救出するためにコクピットのある頭部以外の部分を攻撃して倒している。
第42話では、マンモスレンジャーとトリケラレンジャーが不在だったことから、マンモスレンジャーの席にはドラゴンレンジャーが座った。また、合体前の大獣神においては、マンモスレンジャーの席にプテラレンジャーが座っていた。
- 当初は獣帝大獣神とキングブラキオンがスーパー合体する方向性で進められていたが、村上の指示でキングブラキオンに騎乗するものとなった。獣帝大獣神は膝から上が見えなくなってしまうため、キングブラキオンの前足のパーツを腕周りに付けるものとなった。電動で動いた際に落ちないように獣帝大獣神を直立させて載せ、上げた蓋で押さえている。

### スペック
| 名称                   | 全長   | 全高   | 全幅    | 重量               | スピード            |
| ---------------------- | ------ | ------ | ------- | ------------------ | ------------------- |
| 守護獣ティラノザウルス | 45 m   | 27 m   |         | 96 t               | 走行速度：120 km/h  |
| 守護獣ジュウマンモス   | 24.7 m | 15 m   | 108 t   | 走行速度：120 km/h |                     |
| 守護獣トリケラトプス   | 37.3 m | 11 m   | 141 t   | 走行速度：140 km/h |                     |
| 守護獣サーベルタイガー | 37.3 m | 13.3 m | 141 t   | 走行速度：150 km/h |                     |
| 守護獣プテラノドン     | 21 m   |        | 25.5 m  | 84 t               | 飛行速度：マッハ2.5 |
| 守護獣ドラゴンシーザー | 62 m   | 38 m   |         | 170 t              | 走行速度：140 km/h  |
| 獣騎神キングブラキオン | 116 m  | 62 m   | 510 t   | 走行速度：150 km/h |                     |
| 獣戦車ダイノタンカー   | 52.8 m | 24 m   | 570 t   | 走行速度：300 km/h |                     |
| 究極大獣神             | 110 m  | 81 m   | 1,250 t |                    |                     |
| 名称                   | 全高   | 全高   | 重量    | 重量               | 出力                |
| 大獣神                 | 41.7 m | 41.7 m | 570 t   | 570 t              | 2,000万馬力         |
| 剛龍神                 | 43 m   | 43 m   | 560 t   | 560 t              |                     |
| 獣帝大獣神             | 58.2 m | 58.2 m | 740 t   | 740 t              | 5,000万馬力         |

## バンドーラ一味
バンドーラ一味というのは便宜上つけられた名前であり、正式な組織名はない。かなりアットホームな雰囲気の集団で、せいぜい些細な揉めごとが起こる程度であり、ゲスト怪人を含めて仲間割れや裏切り、下克上といった内紛劇は起きていない。
幹部の地位もバンドーラを除いて絶対的なものではなく、グリフォーザーを制止したドーラスフィンクスなどのように、ドーラモンスターが幹部に対して対等な口を利くこともある。最後は大獣神によって全員壺に入れられた上、宇宙の果てに放擲され、主要幹部は誰も戦死することはなかった。
各キャラクターの身長・体重などの設定はない。
- デザインを担当した篠原保は、当時公開された映画『アダムス・ファミリー』の影響を受け、古典的なカートゥーン作品を実写リメイクしたという雰囲気を取り入れ、デザイン画とは別にディフォルメしたアニメ調のキャラクターとしてもイメージして描いたと述べている[92]。

魔女バンドーラ
砂漠に住む古代人類の一つであるダル族の女王だったが、息子のカイを溺愛しすぎたがゆえにカイが恐竜の卵を割って遊ぶいたずらをした末に自業自得の死を遂げたことを知らず、「カイは恐竜に殺された」として恐竜を憎むようになり、大サタンに魂を売って史上最大の魔女となった。人類を滅ぼし、地球を石ころだけの死の世界にしようとしたが守護獣によって惑星ネメシスに封印された。
地球から派遣された調査隊の宇宙飛行士がそれとは知らず誤って封印を解いたために現代に復活。月に宮殿・バンドーラパレスを築き、再び地球へ攻撃を開始した。月の荒れ果てた大地が気に入っている。破壊と混沌を好む一方、自然の美しさや子どもの笑顔を何より嫌い、子供を狙った作戦も多い。しかし、子供を狙うのは子供嫌いというよりは息子のカイを失った反動によるものが大きいらしく、最終話で部下のグリフォーザーとラミイとの間に生まれた赤ん坊を嬉しそうに抱いていた。
ユニークでやたらとノリが良いが、基本的に冷酷かつ狡猾であるため感情の起伏が激しい。部下からは畏怖されているものの、同時によく慕われており、嬉しいことがあると部下と歌ったり、踊ったりする。
時には大獣神のことを「木偶の坊」と罵ったり、ブライの寿命を知り動揺するゲキや、ブライを失い悲しみに沈むドラゴンシーザーの心の隙を狙うなど卑怯な作戦を取ることもある。
ドーラモンスターが倒されると手にした万能杖ドーラセプターを地球に投げ、「大地に眠る悪霊たちよ。○○に、はぁっ!力を、与えよー!」と叫んで（言わない場合も）集めた悪霊の負のエネルギーによって再生・巨大化させる。ドーラモンスター以外でも生物や無生物を問わず巨大化させることが可能で、人間の利夫少年や妖精ドンドンに地底獣ゴダ、さらにはドラゴンレンジャーまで巨大化させたこともある。巨大化には永続性はなくドーラスフィンクスのように自力で等身大に戻ったりその後再び巨大化することも可能。また、バンドーラが空腹などで不調の際には巨大化が行われないこともあった。
この他にも口から吐く強力な突風や火炎、ドーラセプターからの破壊ビーム、物体を縮小する術や対象を他の物体に変える術、金縛り光線や巨大化など様々な魔法を使う。地上に姿を現す際には空飛ぶ自転車に乗って移動を行うこともある。
最終決戦では恐竜の卵を体内で保護しているキングブラキオンを誘惑するために捨て駒のドーラタロスを用意し、キングブラキオンを砂地獄に沈めることに成功する。だが、カイの二度目の死に涙を流してしまったために魔力を失い、部下たちとともに大獣神によって再び壺に封印された。しかし、いつか魔力を取り戻し、再び地球に戻ってくる旨の発言をしている。
- デザイン段階で配役が曽我町子に決定していたため、初めから彼女を想定してデザインされている。靴は曽我の私物が使われている。
- 劇中の呪文はほとんどが曽我のアドリブであった。

トットパット
バンドーラに仕える吸血コウモリのモンスター。早口でおしゃべりなせっかち者で、ゴマすりが得意。一人称は「俺」。
種族は吸血鬼の流れをくむ吸血コウモリだが血を吸ったことがなく、一度は少女の血を吸おうと試みたことがあるが、ジュウレンジャーによって失敗に終わった。手柄を立て出世して立派な翼をもらおうと思っている。
ブックバックとよく共に行動し、ドーラモンスターを共同製作したこともある。人間に化けることもできる。
第26話では自身が作った毒薬でダンとメイをチンピラにした。また、地上に姿を現す際には空飛ぶ自転車に乗ったこともあった。戦闘では素早い身のこなしを生かして攻撃を行うが、戦闘力自体はさほど高くない。
好物はゆで卵で、恐竜の卵を目にしたブックバックが恐竜の卵を目玉焼きにしようと意見した際に突っ込んでいたほど。

ブックバック
バンドーラに仕える小鬼のモンスターで、ピクシーの流れをくむ。ブックラッパーという目くらまし銃を持つが、のろまで呑気なうえに戦闘力は低い。一人称は「僕ちゃん」。
トットパットとよく共に行動しており、彼と同様人間に化けることができる。出世して頭を良くしてもらいたいらしい。
ポシェットには色々なガラクタや計算機、マッチに爆弾、空を飛ぶ乗り物として使える雲が入っている。
食いしん坊であり、目玉焼きが好物。
- デザインモチーフはトロル。

グリフォーザー
黄金の鎧と巨大な翼を持つ、グリフォンの血を引く戦士。
実質的な戦闘要員であり、ジュウレンジャーを圧倒するほどの力があり、剣の使い手でもある。第19話でラミイの夫であることが判明する。
武器はグリフォカリバー4世という剣で、ビームを発射することが可能。両目からは破壊光線を発射し、翼は飛行しない時には折り畳む。バンドーラの魔力によって巨大化することもある。最高時速500キロメートルで飛行する。
武人肌な印象だが、暇な時には居眠りをしてドーラモンスターが誕生する際の爆発音にびっくりしたり、ドーラエンドスのくしゃみ菌の巻き添えを食らって、くしゃみに悩まされるなどと人間臭く憎めない一面もある。
当初はしゃべれなかったが、恐竜の卵を奪った功績を認められてバンドーラに喋れるようにしてもらった。だが、その第一声がラミイに対しての女性蔑視の言葉であることをバンドーラに告げ口されてしまい、バンドーラに怒られてしまったこともある。また、第35話では抜け駆けをしてトットパット・ブックバックと不老不死の薬を山分けしようとしたために、3人まとめてバンドーラにお仕置きされたこともあった。一人称は「拙者」。
最終回でラミイとの間に一児を授かる。
『獣電戦隊キョウリュウジャーVSゴーバスターズ 恐竜大決戦! さらば永遠の友よ』では、姿がよく似たネオグリフォーザーというキャラクターが登場する。

プリプリカン
種族はレプラカーンで、老人のような外見をしている。粘土を捏ねてドーラモンスターやゴーレム兵の原型となる人形を作り出す。
気難しくいつもプリプリ怒っているが、腕は確か。作品にこだわりを持っており、造形を気に入らずに彼がネンドーラに入れなかったドーラモンスターを、その能力に目を付けたバンドーラの命令で渋々誕生させるといった職人気質な描写が見られる。第24話ではトットバットとブックバックが勝手に作ったドーラトトイスがその能力をバンドーラに褒められたときにはむくれていた。第25話では人間の芸術作品も褒めていた。
粘土細工以外も作れるらしく、最終回ではラミイとグリフォーザーの子供のためにゆりかごを作ると意気込んでいた。
- デザインはレインボー造型企画の前澤範がモデルとなっている。デザインでは樹木のモンスターという設定であったが、造形段階で変更された。

ラミイ
第19話から登場する幹部で、グリフォーザーと共にジュウレンジャーと戦う戦闘要員である。秘密捜査官も務め、恐竜の卵を追っていた。グリフォーザーの妻で、夫婦のコンビネーションは抜群。大型のラミイブーメランを武器としており、額からビームを放つ。
戦闘力はグリフォーザーに次いで高く、ジュウレンジャーを圧倒する力を秘めている。また、七変化も得意でメイと互角以上に渡り合い、彼女を追い詰めたことも。
他の幹部たちとは別に恐竜の卵を追っていたため、彼女のことはバンドーラとグリフォーザー以外は知らず、バンドーラ一味では唯一、過去の戦いにおいて守護獣による封印を免れた。
バンドーラの魔力によって巨大化する際には、モンスター形態であるラミイスコーピオンに変身し、ブーメランと後頭部の触手を駆使して戦う。サソリに変身したり、巨大な岩に変身して転がって攻撃することもある。劇中では未使用だが、戦闘用のマスクを所持している。
最終回で封印の壺に封印され、グリフォーザーとの間に一粒種の赤ん坊が生まれる。
- 当初のデザインでは両腕にプロテクターがあり、脚はタイツのみであったが、肌の露出を増やそうという要望により右腕の肌を露出させ左脚にプロテクターをつける形に変更された。左脚はプロテクターがあたるためタイツが破れやすかったという。

ラミイスコーピオン
ラミイの怪人形態。電撃を頭部の触手から放つ。主に巨大化した時にこの姿になるが、実際にこの形態を披露した回は少ない。

ドーラモンスター
プリプリカンが作った粘土の人形をネンドーラに入れることによって誕生するモンスター。西洋の妖怪や神話上の怪物をモチーフにしたものが多いが、忍者や騎士など、怪物以外のものをモチーフにしているものもいる。名前の前には必ず「ドーラ◯◯◯」と付く。
一度倒されても、バンドーラがドーラセプターをバンドーラパレスから投げ、大地に眠る悪霊の力を与えることによって再生・巨大化する。中盤からはドキータ粘土によって作られるようになり、大幅にパワーアップした。
ドーラタロス
第47話から第50話に登場。プリプリカン一世一代の傑作と称する最後のドーラモンスター。白くシャープなボディが特徴のロボット然とした姿を持ち、他のドーラモンスターと違って意思は無く、頭部にある操縦席でコントロールされる。
武器は角の先端から発射するサタンビームや電撃、胸部から撃つ多連装ミサイルのサタンミサイル、他にも腕とチェーンで繋がれたロケットパンチ、頭部からの電撃、肩からの破壊光線など多岐に渡っており、さらにカイ自身の念動力により敵の動きを止めたり、あるいは攻撃を跳ね返したりできるなど攻防とも隙がない。強化後は3本に増えた角からより広範囲に広がるエネルギー波、そして大獣神の左腕やドラゴンシーザーの尾をも切り裂く両腕の長刀を武器とする。
大獣神を始めとする全守護獣を魔法界に封印するという作戦のために生み出され、大サタンが蘇らせたカイと操った人間の子供4人を操縦者兼人質としてジュウレンジャーに挑戦。人質効果もあって、大獣神&ドラゴンシーザー、剛龍神&ティラノザウルス、2対1の状況でも圧倒。究極大獣神のグランバニッシャーを受けて頭部だけを残して破壊されたものの、それも恐竜の卵を持つキングブラキオンを砂地獄に飲み込ませて封じ込めるバンドーラたちの作戦の布石にしか過ぎなかった。
強化後はカイ1人で操縦し、大サタンの援護もあって、大獣神とドラゴンシーザーも魔法界に封印した。ジュウレンジャーの手で魔法界から解き放たれた守護獣との戦いでは以前のように優位とはいかず、最終的には究極大獣神のグランバニッシャーを浴びて、大サタンもろとも粉砕された。
- それまでのファンタジー路線とは一線を画したSFロボットタイプのドーラモンスターであるが、これは「着ぐるみロボットの可能性を考えたい」という制作陣の考えのもと生み出されたもので、デザイン担当の篠原が提出したデザイン案の中には、実際に使われたヘビーメタルやモーターヘッドを髣髴とさせる永野護リスペクトなデザインの他、スコープドッグ的なラインの案もあったという。

ゴーレム兵
粘土製の人形から作り出される戦闘員。粘土の像をネンドーラに入れて誕生させるところはドーラモンスターと同じだが、粘土の棒を型に入れて3体ずつ人形を作るという工法によって大量生産される。戦闘では腕を様々な形状に変化させて戦う他、手先から発砲することも可能。表面が岩のようになった上級兵士も存在する。
中盤において、ドキータ粘土を使って目が赤くなり性能を向上させた強化型が登場するようになった。強化型は倒されても分裂して増殖するため、レンジャースリンガーでのみ倒すことができたが、第29話以降のゴーレム兵には分裂・増殖の特性はなくなっていた。
また、作戦などに応じて忍者など様々な姿をしたゴーレム兵が登場したり、ゴーレム兵同士で「ゴロゴロゴロ」と話す場面もある。
- 出現の際は、クレイアニメーションによって表現されている。
- 上級兵士は元々ゴーレム兵として最初にデザインされていたものだが、首を分けないで前垂れのようなものを付けたスーツ造形のデザインは戦闘員として量産するのには向かないためシンプルなタイツのものに再デザインされた。元のデザインも少数であれば作ることが可能であったため上級と下級という扱いになった。土人形からできているため、体にひび割れのようなものを入れて、大きなグローブを嵌めている。

### 大サタン
大サタン（）
第30話より登場。かつてバンドーラに魔力を与えた悪の根源であり、人類を一瞬で滅ぼすほどの力を持つ大悪魔。
その昔、究極大獣神に敗れて、地獄に逃げ込んでいたがバンドーラが黒魔術最大の魔法を用い、サタンの塔の周囲2キロ以内にすむ13人の10歳の子どもの家にラミイやゴーレム兵が髑髏と蛇が描かれた凧状のカードを貼り付けて、生け贄に選ぶことで地獄から呼び出された。生首だけの姿であり、言葉は喋らないが背筋も凍る無気味な笑い声と咆哮を発する。主な技は頭部から放つ電撃。口から吐く息は毒気となって、人間を苦しめる一方でゾンビフランケをサタンフランケに変えたようにドーラモンスターを強化することも可能。
復活した究極大獣神のグランバニッシャーで宇宙の彼方に飛ばされ、生け贄たちも解放されたが最終決戦では生贄なしで復活し、顔には血のような傷跡が付いた。直属の部下としたカイと共にジュウレンジャーを圧倒し、全ての守護獣を魔法界に封印。しかし、ジュウレンジャーの尽力で守護獣が復活し、最後は究極大獣神のグランバニッシャーを受けて、ドーラタロスと共に爆発四散し、完全に息の根を止められた。
カイ
第47話から登場。バンドーラの実の息子でダル族の王子。
バンドーラを「ママ」と呼び、親子仲は良好であるが母以外の者には悪戯で他者を泣かせたり、困らせることを好む。
1億7000万年前に恐竜の卵を壊して遊んでいたところを怒った恐竜に追いかけられ、逃げる途上で足を踏み外して、崖から転落したことで命を落とす。カイがその自業自得で命を落とした真相とその本性を全く知らなかったバンドーラは息子の死がきっかけで恐竜へ恨みを抱くようになり、大サタンと契約して、魔女となった。
その後、大サタンの魔力で死の世界から現代に復活し、念力の使用も可能となった。大サタンの忠実な下僕となっているため、再会を喜ぶ実母バンドーラに対しても冷淡な態度を取る。ドーラタロスを操縦する際はパイロットスーツを着用。ジュウレンジャーを窮地に追い込んだが彼らの尽力で復活した究極大獣神によって、ドーラタロスを破壊された際に致命傷を負い、バンドーラパレスに帰還するもバンドーラの腕の中で息絶えた。

### バンドーラの戦力
バンドーラパレス
バンドーラ一味が本拠地としている宮殿。地球の建物が無数に1箇所へ終結し、その中から奪い取った高層ビルの上部に建設された。宇宙船としての役割も持っており、ジュウレンジャーの復活後は月面に移る。内部にネンドーラが、ベランダには地球の様子を覗ける望遠鏡・ドーラスコープが置かれている。
最終話でバンドーラたちが再び壺の中に封印された後、そのまま跡形もなく消滅した。
ネンドーラ
ドーラモンスターやゴーレム兵を焼いて生産する魔法の焼き窯。プリプリカンが粘土を捏ねて作り上げた粘土人形を入れることにより、モンスターやゴーレム兵が生まれる。
- 粘土でSDフィギュアを作成する玩具として商品化された。

ドキータ粘土
プリプリカンによって地底で発見された、ドーラモンスターの製造に最も適しているとされる特殊な粘土。発掘の際には不潔で悪臭を放つガスが発生し、真上にあった伸一の父が営むラーメン屋にはゴキブリが大量に集まってきた。バンドーラはドキータ粘土で作られたドーラモンスターについて「新しいドーラモンスターは不死身であり、たとえ倒されてもさらに強くなって復活する」と豪語していたが、実際にパワーアップして復活したのは最初に作られたドーラフランケ（→ゾンビフランケ）だけであった。

## 設定・用語
地下神殿
バーザが管理人を務めるさくらマンションの地下2,000メートルに存在する湖に浮かぶ神殿。ジュウレンジャー5人が1億7千万年間眠っていたが、バンドーラ復活とともにバーザの手で目覚め、その後はここが彼らの拠点となった。神殿内には中心部の復活の泉をはじめ、5大守護獣を祭る祭壇や、数多くの本が保管されている書庫、各戦士が眠っていた5つの扉と大鏡、武器庫がある。地上からの神殿へ入る手段はマンションのエレベーターのみで、エレベーターに乗って6・5・1、小ボタンの順にボタンを押すと赤いランプが点滅し、扉左のカバーを開けて中のボタンを押すとエレベーターが急降下して神殿に向かうという複雑な方法である。
ジュウメタル
原始元素ジュウトロニウムにアルミニウム、クロム、チタンなどを化合させた超硬質軽量合金。ダイヤの約4倍の硬さを持ち、ジュウレンジャーのヘルメットやバックル、武器、ビークルといった装備のほとんどに採用されている。なお、ジュウトロニウムは地球の最深部にしか存在しないため、現代人類は発見していない。
ガイアトロンエネルギー
地球の自然が生み出す神秘のエネルギー。地球のマグマにも大量に含まれている。ジュウレンジャーの装備と守護獣のエネルギーに用いられている。
時の部屋（時の停止した部屋）
ブライがクロトに案内された異空間の部屋で、彼の拠点。階段付きの出入口と数本の柱、白い無数の蝋燭が並んでいるテーブルがあるだけの部屋で、入口付近に、ブライの寿命を示す緑色の蝋燭が置いてある。獣奏剣のエネルギーで外との行き来ができ、ブライはこの部屋にいる間は寿命が減ることがない。
第41話でバンドーラに所在を突き止められ破壊されてしまった。

## キャスト
ゲキ役の望月祐多とダン役の藤原秀樹は前作『鳥人戦隊ジェットマン』でそれぞれゲスト出演していた。ボーイ役の橋本巧は『世界忍者戦ジライヤ』にレギュラー出演した後は学業を優先しており、本作品が本格復帰となった。
ブライ役には『電撃戦隊チェンジマン』でチェンジペガサス/大空勇馬役を演じ、当時劇団東京ヴォードヴィルショーで活躍していた和泉史郎が起用された。和泉はブライ役は5話限定のゲストでオファーを受けたと語っているが、ブライの延命を願う手紙がテレビ局にも寄せられている。また、後楽園ゆうえんち野外劇場（当時）のスーパー戦隊ショーに和泉が登場したときの好評ぶりが、以後のシリーズ作品で変身前を演じる俳優が公演に加わるきっかけとなった。
敵役である魔女バンドーラ役には、レギュラー出演としては『太陽戦隊サンバルカン』（ヘドリアン女王役）以来の戦隊シリーズ再登場となる曽我町子を起用。『パワーレンジャー』の制作サイドからも評価され、一部コスチュームデザインを変更した上で「魔女リタ」として登場している。

### レギュラー・準レギュラー
- ゲキ / ティラノレンジャー - 望月祐多
- ゴウシ / マンモスレンジャー - 高安青寿
- ダン / トリケラレンジャー - 藤原秀樹
- ボーイ / タイガーレンジャー - 橋本巧
- メイ / プテラレンジャー - 千葉麗子
- バーザ（1 - 3,5,6,9,11,13,15,17,18,20 - 24,26,28,30,36,38,40,41,47 - 50） - 多々良純
- バンドーラ（1 - 41,43 - 50） - 曽我町子
- ブライ / ドラゴンレンジャー（17 - 25、27 - 32,34,37 - 43,49） - 和泉史郎
- 妖精ノーム（8,17,18） - 岩城力也
- クロト[注釈 29]（21,22,31,40,42）、子供たち（47 - 50） - 酒井麻由美
- ラミイ（19 - 23,30,31,34,36,38,43 - 45,49,50） - 河合亜美
- 大サタン（30,31,49,50） - 浦野眞彦
- カイ（47 - 50） - 高橋一生

### 声の出演
- 守護獣ティラノザウルス、大獣神、剛龍神 - 丸山詠二[注釈 30]
- 守護獣サーベルタイガー - 寺杣昌紀[注釈 30]
- グリフォーザー - 千田義正[108]（初代）（20）、徳丸完（30,31,34,35,37 - 39,43,45）
- トットパット（1 - 30,32,34 - 41,43,44,47,49,50） - 篠田薫
- ブックバック（1 - 30,32,34 - 41,43,44,47,49,50） - 渡部猛
- プリプリカン（1 - 3,5,7,8,10 - 18,21 - 25,28,29,30,40,47,49,50） - 大山豊
- 強化ゴーレム兵 - 岸野一彦[注釈 30]
- 大サタン - 加藤精三（31,48）
- ナレーション - 大平透

### ゲスト
- 悟：斉藤亮太（1,2）
- 由美子：宮島育美（1,2）
- アナウンサーA[注釈 31]：阿部渡（1,2）
- 宇宙飛行士：田中正太郎（1）、川上敦史（1）
- テレビアナ：中川正義（1）
- 子供A：加藤衛（1）
- 田村軍事評論家[注釈 32]：森富士夫（2）
- 八代内宇宙生物学者[注釈 32]：茂木和範（2）
- 宏：鎌手宣行（3,4）
- 宏のお母さん：姉崎公美（3,4）
- 男の子A：吉田晃介（5）、藤田大助（33）
- 男の子B：上村真司（5）
- 徹：荻野純一（7）
- 美知子：浅倉知佐（7）
- 美知子のお母さん：有本操（7）
- 母親たち：内山奈緒美、大森輝子（7）
- 守：鹿島大樹（8）
- 守の父：青柳文太郎（8）
- 守の母：前池千鶴（8）
- ユーロ王子：佐々木一成（9,10）
- 恵美子：百地千寿（9,10）
- 恵美子の母：押切優子（9）
- クロックル：桑原たけし（9,10）
- デイジー：高山千草（9,10）
- 長老たち：佐川二郎、泉福之助（9）
- アペロA：野村利之（10）
- 卓也：田鍋圭助（11）
- 史郎：中村勇一（11）
- 達夫：藤田大助（11）
- ゆかり：別府紗織（11）
- まり子：市川さき（11）
- えり：仙台エリ（11）
- ミチ：藤田美紀（12）
- ミチのパパ：伊庭隆（12）
- 若い女たち：高橋和恵、志田邦子（12）
- 景子：伊藤有希（13）
- 淳：高橋覚（13）
- 景子の母：谷口真紀（13）
- 医師：木村修（13）
- 利夫：わたなべしんすけ（14）
- 利夫の母：松本じゅん（14）
- 先生：新富重夫（14）
- アナウンサー：中川正義（14）
- 律子：吉田めぐみ（15）
- 茂：松田真弥（15）
- ゴウシの姉オトメ：栗原未妃（15）
- 幼いゴウシ：押部麗央（15）
- 幼いオトメ：小林佑子（15）
- イサム：村野忠正（16）
- ピエロ：岸端浩也（16）
- 良太：上村裕樹（17,18）
- 子供の頃のブライ：酒井寿（18）
- 黒のナイト：高橋利道（18）
- ヤマト国王：岡本美登(18)
- ヤマト国王妃：三宅ゆみか（18）
- 和男：守屋秀太郎（19）
- 雄二：車宗光（19）
- 次郎：小松宙貴（23）
- 里子：滝本有美（23）
- ワタル：北代隼人（24）
- ワタルの母：奥山眞佐子（24）
- 医者：山崎之也（24）
- 大作：伊牟田哲哉（25）
- ミチル：中島由貴（25）
- 津村：新城彰（25）
- 医師：茂木和範（25）
- 司会者：小竹林早雲（25）
- マサル：赤山裕樹（27）
- サユリ：伊藤愛（27）
- 伸一：浅野健太（28,29）
- 伸一の父：牛山茂（28,29）
- 少女：佐藤京子、岩田綾子（30）
- 母親：池端美希子、川島芳美（30）
- 少年：水岡武之、松木一真（30）
- 女子大生：山下眞季（32）
- OL：大内陽子（32）
- 女研究員：山口夏海（32）
- サオリ：仲原聖月（33）
- ユウコ：岩下恭子（33）
- サニー：富沢麻矢（33）
- レイニー：富沢真衣（33）
- 理恵：菊地瑞穂（34）
- ちさと：冨田千晴、冨田晃代（35）
- ちさとの父・亀田：森富士夫（35）
- タダシ：嶺岸和城（36）
- タダシの母：三瓶奈奈（36）
- 徹：広田雅宣（37）
- 秀彦：堀内雄一郎（37）
- 綾子：菊地ユミ（37）
- 平田一平：平尾淳（39）
- ハンター：横溝貴之、古成幸一、曽根修身（39）
- 耕太：佐藤充（40 - 42）
- 耕太の母：舞小雪（42）
- 女神：外薗まゆみ（42）
- 巡査：森山貴文（43）
- 山崎さやか：水嶋もも（44）
- 早坂香：松原理恵（44）
- 西沢：荒井幸三（44）
- 光一:山浦広幸（45）
- 光一の父：久保忠郎（45）
- 光一の母：藍田みちる（45）
- 運転手：野村和也（45）
- 佐倉操：緑八千代（46）
- 母親：松尾晶代、青山りえ（46）
- 幼女：海宝茜（46）
- アナウンサー：中川義正、鮮川亨代（46）
- 人々：山本善子、谷津かおり、久野明孝、飯千隆子（46）
- 聡：手島佑弥（47 - 50）
- 子供たち：菊地隼人、三上雅士、青出来隼人（47,48,50）
- 聡の母：二階堂美由紀（47 - 50）

### スーツアクター
- ティラノレンジャー[109][23]：前田浩
- マンモスレンジャー[110][31]、ドラゴンレンジャー[出典 79]、グリフォーザー[113]：大藤直樹
- トリケラレンジャー[114][33]：蜂須賀昭二
- タイガーレンジャー[出典 80]：石垣広文
- プテラレンジャー[117][38]：中川清人
- ドラゴンレンジャー[出典 81]：高岩成二[注釈 33]
- ドラゴンレンジャー（代役）[出典 82]：竹内康博
- トットバット[99][123]：日下秀昭
- プリプリカン[124]：飯干隆子
- グリフォーザー[125]：横山一敏
- ドンドン[126]：宮崎剛
- ゴーレム兵[127]：中川素州、福沢博文、林潔
- その他[128] - 山口照雄

## スタッフ
メインライターはそれまでメタルヒーローシリーズでメインライターを務めていた杉村升が担当。RPG要素をふんだんに織り交ぜたシナリオでシリーズに新風を吹き込ませた。この他高久進や、杉村の弟子に当たる荒木憲一などが脇を固めた。前作のメインライターだった井上敏樹は1本だけ単発話を執筆している。
演出陣には『科学戦隊ダイナマン』以来およそ9年振りのパイロット監督となったメインの東條昭平の他、長年メタルヒーローシリーズに関わり戦隊シリーズの演出は初となる小笠原猛がサブとして支えた。また当時26歳だった渡辺勝也は本作品が監督としての公式デビューとなった。
オープニングテーマは『高速戦隊ターボレンジャー』に出演し、同作品の主題歌を歌唱した佐藤健太が担当した。「6人目の戦士」は佐藤ではないかという噂もあったが、ドラマには出演していない。キャラクターデザインは、篠原保がレギュラー幹部を、前作より続投の野口竜が主なドーラモンスターをそれぞれ担当している。
音楽面では1年のブランクを経て吉田明彦が三たび劇伴を担当、格調高いファンタスティックな楽曲で作品を盛り上げた。「獣奏剣」の音楽もバンダイが用意したメインフレーズを吉田がアレンジした。また同じく吉田が手掛けた『ターボレンジャー』『ファイブマン』の2作品からも、サスペンス曲やブリッジを中心に楽曲がいくつか流用されている。
- 原作：八手三郎
- 連載：テレビマガジン、てれびくん、テレビランド
- プロデューサー：宇都宮恭三、梶淳（テレビ朝日）、鈴木武幸、白倉伸一郎[注釈 35]（東映）
- 脚本：杉村升、荒木憲一、高久進、荒川稔久、井上敏樹、鷺山京子
- 音楽：吉田明彦
- アクション監督：新堀和男（ジャパン・アクション・クラブ）[注釈 36]
- 監督：東條昭平、小笠原猛、坂本太郎、渡辺勝也、雨宮慶太
- 撮影：いのくままさお
- 照明：斎藤久
- 美術：山下宏
- キャラクターデザイン：野口竜（ドーラモンスター）、篠原保[注釈 37]、河野成浩
- 造型：前沢範
- 録音：石川孝
- 編集：成島一城
- 記録：吉田由香、高山秀子
- 選曲：宮葉勝行
- 効果：大泉音映
- 計測：黒須健雄
- 操演：船越幹雄
- 美粧：サン・メイク
- 衣裳：東京衣裳
- 装飾：装美社
- 装置：東映美術センター、紀和美建
- 助監督：渡辺勝也、竹本昇、諸田敏、小山賢司
- 進行主任：奈良場稔、後藤田伸幸、小林智裕、野口賢一
- 制作デスク：岩永恭一郎
- 制作担当：藤田佳紀
- 企画協力：企画者104
- 資料：河野成浩
- 造型製作：レインボー造型企画
- 視覚効果：映画工房（沖満、長部恭平）
- 現像：東映化学
- カースタント：タケシレーシング
- 車輌協力：AUTOZAM
- オートバイ協力：スズキ株式会社
- ビデオ合成：東通ecgシステム（前岡良徹、鈴木康夫、佐藤祐宏、大野英樹）
- 撮影協力：東京ドーム、後楽園ゆうえんち、那須高原・りんどう湖ファミリー牧場
- 特撮研究所
  - 操演：鈴木昶、尾上克郎
  - 撮影：高橋政千
  - 照明：林方谷
  - 美術：原田洋
- 特撮監督：佛田洋
- 制作：テレビ朝日、東映、東映エージエンシー

## 音楽
主題歌
オープニングテーマ「恐竜戦隊ジュウレンジャー」
共作詩：つのごうじ、そのべかずのり / 作曲：つのごうじ / 編曲：山本健司 / 歌：佐藤健太
第50話（最終回）ではエンディングとして使用され、歌詞の2番が流れた。また、Vシネマ『ダイノビデオ』のエンディングにおいても、歌詞の2番が流れている。
エンディングテーマ「冒険してラッパピーヤ!」
作詩・作曲：つのごうじ / 編曲：山本健司 / 歌：ピタゴラス
第1話から第49話まで使用。

挿入歌
「Dolla! 〜魔女バンドーラのテーマ〜」（第18話、第19話、第25話、第47話、第50話（最終回））
作詞：冬杜花代子 / 作曲・編曲：KAZZ TOYAMA / 歌：曽我町子
「希望の剣」（第40話）
作詞：青木久美子 / 作曲：浅見博之 / 編曲：KAZZ TOYAMA / 歌：平石豊茂美
「大獣神のうた」（第14話）
作詞：八手三郎（白倉伸一郎） / 作曲：小杉保夫 / 編曲：KAZZ TOYAMA / 歌：Ju-project
「ティラノレンジャー・「赤き勇姿」」
作詞：そのべかずのり / 作曲：吉実明宏 / 編曲：石川恵樹 / 歌：平石豊茂美
「夢見る乙女の力こぶ」（第44話）
作詞：青木久美子 / 作曲：吉実明宏 / 編曲：石川恵樹 / 歌：斉藤小百合
アイドル・早坂香が歌う劇中歌として使用されたが、その途中で早坂がドーラキマイラに吸収されてしまう。
「しっぽ Piki Piki」（第11話）
作詞：冬杜花代子 / 作曲：前田克樹 / 編曲：石川恵樹 / 歌：佐藤健太
「ポップアップナイト」（第35話）
作詞：杉村升 / 作曲：池毅 / 編曲：石川恵樹 / 歌：いけたけし
「ドラゴンシーザーのうた」（第43話）
作詞：八手三郎（白倉伸一郎） / 作曲：小杉保夫 / 編曲：石川恵樹 / 歌：Funky Y.K.
第43話では、インストゥルメンタル版と併用された。
「Shake Hip!」（第11話）
作詞・作曲：米米CLUB  / 編曲:中村哲・米米CLUB
「怪力熊男」（第26話）
作詞：デーモン小暮 / 作曲：Sgt.ルーク篁III世 / 編曲：聖飢魔II
第26話に、間奏部分のBGMが使用された。
「恋人よ」（第49話）
作詞・作曲：五輪真弓
病院のシーンに、BGMとして使用された。

## 放送日程
- アクション監督は全話新堀和男のため割愛。

| 放送日         | 話数 | サブタイトル   | 登場怪人 | 脚本                | 監督     | DVD収録       |
| -------------- | ---- | -------------- | --- | ------------------- | -------- | ------------- |
| 1992年02月21日 | 1    | 誕生           | - ドーラタイタン | 杉村升              | 東條昭平 | VOL.1 DISC.1  |
| 2月28日        | 2    | 復活           | - ドーラタイタン - ドーラスケルトン（声：河合義雄） - 骸骨 | 杉村升              | 東條昭平 | VOL.1 DISC.1  |
| 3月06日        | 3    | 戦え絶望の大地 | - ドーラミノタウロス（声：岸野一彦） | 杉村升              | 小笠原猛 | VOL.1 DISC.1  |
| 3月13日        | 4    | 甦れ伝説の武器 | - ドーラミノタウロス（声：岸野一彦） | 杉村升              | 小笠原猛 | VOL.1 DISC.1  |
| 3月27日        | 5    | 怖〜いナゾナゾ | - ドーラスフィンクス （声・人間体（へんな男）：市川勇） | 杉村升              | 坂本太郎 | VOL.1 DISC.1  |
| 4月3日         | 6    | 立て!!大獣神   | - ドーラスフィンクス （声・人間体（へんな男）：市川勇） | 杉村升              | 坂本太郎 | VOL.1 DISC.2  |
| 4月10日        | 7    | みえる、みえる | - ドーラゴブリン（声：河合義雄） | - 杉村升 - 荒木憲一 | 東條昭平 | VOL.1 DISC.2  |
| 4月17日        | 8    | 恐怖! 瞬間喰い | - ドーラキルケ（声：西尾徳） | 杉村升              | 東條昭平 | VOL.1 DISC.2  |
| 4月24日        | 9    | 走れタマゴ王子 | - ドーラコカトリス （声：丸山詠二、人間体：日下秀昭） | 杉村升              | 小笠原猛 | VOL.1 DISC.2  |
| 5月1日         | 10   | 猿はもうイヤ！ | - ドーラコカトリス2号 （声：岸野一彦） | 杉村升              | 小笠原猛 | VOL.1 DISC.2  |
| 5月08日        | 11   | ご主人さま！   | - ドーラジン（ランプの精・ジン） （声：依田英助） | - 杉村升 - 荒木憲一 | 渡辺勝也 | VOL.2 DISC.3  |
| 5月15日        | 12   | パパは吸血鬼!? | - ドーラアルゴス（声：徳丸完） | 高久進              | 渡辺勝也 | VOL.2 DISC.3  |
| 5月22日        | 13   | 射て! 黄金の矢 | - ドーララドゥーン（声：河合義雄） | 荒川稔久            | 東條昭平 | VOL.2 DISC.3  |
| 5月29日        | 14   | 小さくなァれ！ | - 妖精ドンドン（声：加藤治） | 杉村升              | 東條昭平 | VOL.2 DISC.3  |
| 6月05日        | 15   | 破れ! 暗黒超剣 | - ドーラナイト（声：森篤夫） | 杉村升              | 坂本太郎 | VOL.2 DISC.3  |
| 6月12日        | 16   | クシャミ大作戦 | - ドーラエンドス （声：岸野一彦、人間体：岸端浩也） | 高久進              | 坂本太郎 | VOL.2 DISC.4  |
| 6月19日        | 17   | 六人目の英雄！ | - ドラゴンレンジャー | 杉村升              | 東條昭平 | VOL.2 DISC.4  |
| 6月26日        | 18   | 憎しみの兄弟剣 | - ドラゴンレンジャー - 鎧騎士 | 杉村升              | 東條昭平 | VOL.2 DISC.4  |
| 7月03日        | 19   | 女戦士サソリ！ | - ドラゴンレンジャー - ラミイ / ラミイスコーピオン - グリフォーザー | 杉村升              | 小笠原猛 | VOL.2 DISC.4  |
| 7月10日        | 20   | 大獣神最期の日 | - ドラゴンレンジャー - ラミイ / ラミイスコーピオン - グリフォーザー | 杉村升              | 小笠原猛 | VOL.2 DISC.4  |
| 7月17日        | 21   | 守護獣大あばれ | - ドラゴンレンジャー - ドラゴンシーザー | 杉村升              | 東條昭平 | VOL.3 DISC.5  |
| 7月24日        | 22   | 合体! 剛龍神   | - ドラゴンレンジャー - ドラゴンシーザー | 杉村升              | 東條昭平 | VOL.3 DISC.5  |
| 7月31日        | 23   | 好きすき超魔球 | - ドーラピクシー （声：むたあきこ、人間体：三浦幸太郎） | 杉村升              | 坂本太郎 | VOL.3 DISC.5  |
| 8月07日        | 24   | カメでまんねん | - ドーラトトイス（声：加藤治） | 荒川稔久            | 坂本太郎 | VOL.3 DISC.5  |
| 8月14日        | 25   | 悪魔のすむ公園 | - ドーラタランチュラ（声：依田英助） | 高久進              | 雨宮慶太 | VOL.3 DISC.5  |
| 8月21日        | 26   | カキ氷にご用心 | - ドーラブーガラナン（声：西尾徳） | 井上敏樹            | 雨宮慶太 | VOL.3 DISC.6  |
| 8月28日        | 27   | メイを食べたい | - ドーラガズラー（声：河合義雄） | 鷺山京子            | 東條昭平 | VOL.3 DISC.6  |
| 9月04日        | 28   | 大改造！粘土獣 | - ドーラフランケ（演：田村円） | 杉村升              | 東條昭平 | VOL.3 DISC.6  |
| 9月11日        | 29   | 謎!?襲う獣騎神 | - ドーラフランケ - ゾンビフランケ（声：田村円） | 杉村升              | 東條昭平 | VOL.3 DISC.6  |
| 9月18日        | 30   | サタンが来る!! | - ゾンビフランケ - サタンフランケ（声：田村円） - 大サタン | 杉村升              | 小笠原猛 | VOL.3 DISC.6  |
| 9月25日        | 31   | 復活！究極の神 | - サタンフランケ - 大サタン | 杉村升              | 小笠原猛 | VOL.4 DISC.7  |
| 10月02日       | 32   | ゲキよ涙を斬れ | - ドーラナルシス（声：寺杣昌紀） | 荒川稔久            | 渡辺勝也 | VOL.4 DISC.7  |
| 10月09日       | 33   | 教えて！勇気玉 | - ドーラレイガー（声：松本梨香） | 鷺山京子            | 渡辺勝也 | VOL.4 DISC.7  |
| 10月16日       | 34   | ブライ生きて！ | - 魔法の糸車 | 杉村升              | 坂本太郎 | VOL.4 DISC.7  |
| 10月23日       | 35   | 忍者戦士ボーイ | - ドーラニンジャ（声：阿部渡） | 高久進              | 坂本太郎 | VOL.4 DISC.7  |
| 10月30日       | 36   | くだけ！死の鏡 | - ドーラガンロック（声：西尾徳） - 破滅の鏡 | 杉村升              | 東條昭平 | VOL.4 DISC.8  |
| 11月06日       | 37   | 恐竜が生まれる | - ドーラ金角（声：飯塚昭三） | 杉村升              | 小笠原猛 | VOL.4 DISC.8  |
| 11月13日       | 38   | メイ姫七変化!! | - ドーラシルキス（声：岸野一彦） | 荒川稔久            | 東條昭平 | VOL.4 DISC.8  |
| 11月20日       | 39   | 地底獣の涙…    | - モンスター・ゴダ（声：伊倉一恵） | 高久進              | 小笠原猛 | VOL.4 DISC.8  |
| 11月27日       | 40   | ブライ死の出発 | - ドーラガンサク（声：斉藤茂一） - 偽ティラノザウルス - 偽ドラゴンシーザー - 偽大獣神 - 偽剛龍神 - 命の水の守護者（第42話） - ドクロの車屋（死神） （声：依田英助）           | 杉村升              | 東條昭平 | VOL.4 DISC.8  |
| 12月04日       | 41   | 燃えよブライ！ | - ドーラガンサク（声：斉藤茂一） - 偽ティラノザウルス - 偽ドラゴンシーザー - 偽大獣神 - 偽剛龍神 - 命の水の守護者（第42話） - ドクロの車屋（死神） （声：依田英助）           | 杉村升              | 東條昭平 | VOL.5 DISC.9  |
| 12月11日       | 42   | ブライ死す…    | - ドーラガンサク（声：斉藤茂一） - 偽ティラノザウルス - 偽ドラゴンシーザー - 偽大獣神 - 偽剛龍神 - 命の水の守護者（第42話） - ドクロの車屋（死神） （声：依田英助）           | 杉村升              | 東條昭平 | VOL.5 DISC.9  |
| 12月18日       | 43   | 甦れ！ 獣奏剣  | - ドーラアンタイオス（声：徳丸完） - アンタイオスの心臓 | 荒川稔久            | 坂本太郎 | VOL.5 DISC.9  |
| 12月25日       | 44   | 女剣士！日本一 | - ドーラキマイラ（声：河合義雄） | 荒川稔久            | 坂本太郎 | VOL.5 DISC.9  |
| 1993年01月08日 | 45   | バカヤロー少年 | - ドーラユニコーン（声：森篤夫） | 高久進              | 小笠原猛 | VOL.5 DISC.9  |
| 1月15日        | 46   | 参上! 凶悪戦隊 | - ドーラミラージュ （人間体：渡辺るみ） - 偽ジュウレンジャー - 偽ティラノレンジャー - 偽マンモスレンジャー - 偽トリケラレンジャー - 偽タイガーレンジャー - 偽プテラレンジャー | 荒川稔久            | 小笠原猛 | VOL.5 DISC.10 |
| 1月22日        | 47   | 突入!!最終決戦 | - ドーラタロス - 強化ドーラタロス（48話） - カイ | 杉村升              | 渡辺勝也 | VOL.5 DISC.10 |
| 1月29日        | 48   | 闇からの息子   | - ドーラタロス - 強化ドーラタロス（48話） - カイ | 杉村升              | 渡辺勝也 | VOL.5 DISC.10 |
| 2月05日        | 49   | 神が負けた!!   | - 強化ドーラタロス - カイ - 大サタン - 亡霊ドーラモンスター軍団 | 杉村升              | 東條昭平 | VOL.5 DISC.10 |
| 2月12日        | 50   | 恐竜万歳!!     | - 強化ドーラタロス - カイ - 大サタン - 亡霊ドーラモンスター軍団 | 杉村升              | 東條昭平 | VOL.5 DISC.10 |

### 評価
視聴率は4月ごろまでは低迷していたが、6月のドラゴンレンジャー登場以降は大幅に上昇した。白倉は、ブライの命がいつ尽きるかわからないという展開にしたことが、視聴者をドキドキさせ有効であったと述べている。
マニアからの支持は低かったものの、当時の幼児層からは高い支持を集めることとなった。また、ブライは母親層からも支持され、ブライ役の和泉史郎が出演した後楽園ゆうえんちのショーは過去最高の動員を記録した。
玩具売上は90億円強という数字を残しており、合体ロボットの売上がスーパー戦隊シリーズでトップの売上を記録した。また、なりきり玩具の中でも、「獣奏剣」は変形も合体もしないが音楽が出ることが支持され、特に人気商品となり、品切れ状態が続くなど、近年の特撮雑誌などで語り草になるほどの大ヒットに至った。プレックスに在籍していた大石一雄は、当時幼稚園児であった自身の子供の間でも、究極大獣神のインパクトが強烈で人気が高かったと述べている。
日本国外からの評価も高く、アメリカでは本作品をベースにローカライズを施した作品『マイティ・モーフィン・パワーレンジャー』が放送され、本作品でバンドーラ役を演じた曽我町子も同作品にリタ・レパルサ役として出演した。

## 放映ネット局
系列・局名と略称は放映当時のもの。太字はテレビ朝日以外の系列局。
| 対象地域           | 放送局                 | 系列                          | 備考                   |
| ------------------ | ---------------------- | ----------------------------- | ---------------------- |
| 関東広域圏         | ANB テレビ朝日         | テレビ朝日系列                | キーステーション       |
| 北海道             | HTB 北海道テレビ       | テレビ朝日系列                |                        |
| 青森県             | ABA 青森朝日放送       | テレビ朝日系列                |                        |
| 岩手県             | IBC 岩手放送           | TBS系列                       |                        |
| 宮城県             | KHB 東日本放送         | テレビ朝日系列                |                        |
| 秋田県             | ABS 秋田放送           | 日本テレビ系列                | 1992年2月 - 9月        |
| 秋田県             | AAB 秋田朝日放送       | テレビ朝日系列                | 1992年10月 - 1993年2月 |
| 山形県             | YBC 山形放送           | 日本テレビ系列 テレビ朝日系列 | 1993年2月18日まで      |
| 福島県             | KFB 福島放送           | テレビ朝日系列                |                        |
| 新潟県             | NT21 新潟テレビ21      | テレビ朝日系列                |                        |
| 富山県             | KNB 北日本放送         | 日本テレビ系列                |                        |
| 石川県             | HAB 北陸朝日放送       | テレビ朝日系列                |                        |
| 福井県             | FTB 福井テレビ         | フジテレビ系列                |                        |
| 山梨県             | YBS 山梨放送           | 日本テレビ系列                |                        |
| 長野県             | ABN 長野朝日放送       | テレビ朝日系列                |                        |
| 静岡県             | SKT 静岡けんみんテレビ | テレビ朝日系列                |                        |
| 中京広域圏         | NBN 名古屋テレビ       | テレビ朝日系列                |                        |
| 近畿広域圏         | ABC 朝日放送           | テレビ朝日系列                |                        |
| 鳥取県・島根県     | TSK 山陰中央テレビ     | フジテレビ系列                |                        |
| 広島県             | HOME 広島ホームテレビ  | テレビ朝日系列                |                        |
| 山口県             | TYS テレビ山口         | TBS系列                       |                        |
| 徳島県             | JRT 四国放送           | 日本テレビ系列                |                        |
| 香川県・岡山県     | KSB 瀬戸内海放送       | テレビ朝日系列                |                        |
| 愛媛県             | EBC テレビ愛媛         | フジテレビ系列                |                        |
| 高知県             | KUTV テレビ高知        | TBS系列                       |                        |
| 福岡県             | KBC 九州朝日放送       | テレビ朝日系列                |                        |
| 長崎県             | ncc 長崎文化放送       | テレビ朝日系列                |                        |
| 熊本県             | KAB 熊本朝日放送       | テレビ朝日系列                |                        |
| 大分県             | OBS 大分放送           | TBS系列                       |                        |
| 宮崎県             | MRT 宮崎放送           | TBS系列                       |                        |
| 鹿児島県           | KKB 鹿児島放送         | テレビ朝日系列                |                        |
| 沖縄県             | RBC 琉球放送           | TBS系列                       |                        |
| 未放送地域：佐賀県 |                        |                               |                        |

## 映像ソフト化
いずれも発売元は東映ビデオ。
ビデオ
テレビシリーズのVHS（全11巻、セル・レンタル共通）が1993年4月から1994年2月にかけてリリースされたほか、テレビシリーズを再編集した「HEROクラブ」も全3巻が1992年6月から1993年2月にかけてリリースされた。
このうち前者は本作品以降ネガテレシネでの収録で、収録音声については、第9話までは過去のシリーズ作品と同様にフィルムに記録された光学サウンドトラック音声が、第10話以降には現存するシネテープによる磁気音声がそれぞれ使用されている。
LD
テレビシリーズのLD（2巻で打ち切り、各巻4話収録）が1993年11月25日から1994年1月25日にかけてリリースされた。
DVD
テレビシリーズのDVD（全5巻、各巻10話収録）が2010年9月21日から2011年1月21日にかけてリリースされた。5巻のDisc10には15秒バージョンの全話予告集に加え、次番組『五星戦隊ダイレンジャー』の新番組予告が収録されている。全話ニュープリントの映像であり、収録音声はフィルムに記録された光学サウンドトラック音声が使用されている。

## 他媒体展開

### 他テレビシリーズ
『未来戦隊タイムレンジャー』
第51話として放送された特別総集編「スーパー戦隊大集合」として登場。タイムレンジャー5人がタイムジェットで本作品の時代を見に来たという設定で、本作品の映像が流用されている。
『海賊戦隊ゴーカイジャー』
ドラゴンレンジャー（第18話）、ゴウシ（50話および最終回）が登場。
『非公認戦隊アキバレンジャー シーズン痛』
第5話にてティラノレンジャーとドラゴンレンジャーが登場。また、1期でも直接の出演はないが登場人物の1人が第7話と第8話でメイのコスプレを披露したことがある。

### オリジナルビデオ
『恐竜戦隊ジュウレンジャー ダイノビデオ』
小学館の幼年誌『てれびくん』『マミイ』『ベビーブック』『めばえ』『よいこ』『幼稚園』『学習幼稚園』『テレビといっしょ』の8誌連動企画で、読者にプレゼントされた新撮映像を含むオリジナルビデオ。試験的にビデオ撮影で制作された。またシリーズで初めてCGを使用している。
「ドリーム族プリンス」を自称する、ぬいぐるみのような姿の不思議な恐竜・ダイノくん（声：坂本千夏）によってテレビの中から呼び出されたゲキたち5人が、ジュウレンジャーの秘密を紹介するという内容である。
プレゼントの応募総数は10万本近くと東映側の予想を大幅に上回り、この反応の大きさが、オリジナルビデオで新作を供給する「スーパー戦隊OVシリーズ」制作のきっかけとなった。
『百獣戦隊ガオレンジャーVSスーパー戦隊』
『百獣戦隊ガオレンジャー』のスーパー戦隊Vシネマ作品で、ティラノレンジャーとティラノザウルスが登場。

### 映画作品
『スーパー戦隊ワールド』
1994年公開の3D映画で、ジュウレンジャーの初期メンバー5人および大獣神、ゴーレム兵が登場。
『ゴーカイジャー ゴセイジャー スーパー戦隊199ヒーロー大決戦』
ジュウレンジャー全員、大獣神が登場。
『海賊戦隊ゴーカイジャー THE MOVIE 空飛ぶ幽霊船』
ゴーレム兵が登場。
『特命戦隊ゴーバスターズVS海賊戦隊ゴーカイジャー THE MOVIE』
大獣神が登場。
『獣電戦隊キョウリュウジャーVSゴーバスターズ 恐竜大決戦! さらば永遠の友よ』
ジュウレンジャーの初期メンバー5人が登場。ゲキは変身前の状態でも登場し、マンモスレンジャー、タイガーレンジャー、プテラレンジャーは声のみの出演。トリケラレンジャーはキャスト非公開となっている。大獣神も登場。
『機界戦隊ゼンカイジャー THE MOVIE 赤い戦い! オール戦隊大集会!!』
『機界戦隊ゼンカイジャー』の劇場作品。ティラノレンジャーが登場。

### 書籍
『愛蔵版 恐竜戦隊ジュウレンジャー スーパー戦隊超全集 てれびくんデラックス』
『小学館のテレビ絵本 ジュウレンジャーシリーズ』（全11巻）
1. めざめよ！ジュウレンジャー
2. しゅつげき！ティラノザウルス
3. かんせい！ダイジュウジン
4. ぜんぶき・メカだいずかん
5. ひっさつわざでたたかうぞ！
6. ドラゴンレンジャーとうじょう！
7. たんじょう！ゴウリュウジン！
8. さいきょうがったいキュウキョクダイジュウジン
9. うて！しんぶきサンダースリンガー
10. きょうだいパワーでたたかうぞ!!
11. さようならドラゴンレンジャー!!

『カラーワイド ジュウレンジャーシリーズ』（小学館）
- 新ダイノ伝記1
- 新ダイノ伝記2
- 恐竜図鑑
- おあそびブック

『てれびくん増刊 ジュウレンジャー超特集』
『ポケットえほん ジュウレンジャーシリーズ』（小学館）
1. ティラノレンジャー
2. マンモスレンジャー
3. トリケラレンジャー
4. タイガーレンジャー
5. プテラレンジャー
6. ドラゴンレンジャー

『シール知育絵本』（全2巻）（小学館）
1. 恐竜パワー大ばくはつ！
2. ドラゴンレンジャー登場！

『講談社のテレビ絵本 ジュウレンジャーシリーズ』

### テーブルトークRPG
『恐竜戦隊ジュウレンジャーRPG大百科』
ケイブンシャの大百科シリーズ第501巻として発売された、児童向けのテーブルトークRPG。

### ゲーム
『恐竜戦隊ジュウレンジャー』
前作『鳥人戦隊ジェットマン』に引き続き、ファミリーコンピュータのソフトとして1992年11月6日に発売。発売元はエンジェル。開発元はアークシステムワークス。
全5ステージのアクションゲームで、最初のステージからタイガーレンジャー、プテラレンジャー、トリケラレンジャー、マンモスレンジャー、ティラノレンジャーの順に操作し、各ステージの最後では敵組織の幹部と戦う。ドラゴンレンジャーは応援のみの脇役で、ステージでの操作はない。
ミニゲームも3種類用意されている。
タイトル画面とエンディングにはそれぞれ本作品の主題歌が流用されている。
『スーパーロボット大戦X-Ω』
2015年10月5日からスマートフォン用に配信されているアプリ。ロボット作品が共演する「スーパーロボット大戦シリーズ」の1作。2017年5月10日から16日までの期間限定で大獣神とジュウレンジャーの5人が登場。
ロボット玩具のブランド「超合金魂」20周年を記念した連動企画としての参戦。『ジュウレンジャー』が選ばれたのは、大獣神が「超合金」として発売されることや、「スーパー戦隊シリーズ」が基になっているアメリカの映画『パワーレンジャー』が公開されることが関連している。

### ホビー
戦隊職人
『戦隊職人ダイノバックラー 〜SUPER SENTAI ARTISAN〜』
プレミアムバンダイ限定。2016年3月発送。ティラノレンジャーの守護獣メダルが付属。また、ボーナスパーツとして初の商品化となるティラノレンジャーのダイノクリスタルも付属。2013年にアメリカで発売された「LEGACY POWER MORPHER」の金型の一部を使用し、放送当時に販売した玩具版では収録されなかった変身音を収録。また、2014年公開の『獣電戦隊キョウリュウジャーVSゴーバスターズ 恐竜大決戦! さらば永遠の友よ』の変身音も追加収録。
『守護獣メダルセット』
プレミアムバンダイ限定。2016年3月発送。ジュウレンジャー6人の守護獣メダルと五大守護獣メダルの計7枚のメダルが付属。上記の『戦隊職人ダイノバックラー』と下記の『戦隊職人ドラゴンバックラー』に装着することが可能。
『戦隊職人ドラゴンバックラー 〜SUPER SENTAI ARTISAN〜』
プレミアムバンダイ限定。2017年6月発送。ドラゴンレンジャーの守護獣メダルとティラノレンジャーの守護獣メダルが付属。2種類の守護獣メダルでは新規造形されている。前年に発売された『戦隊職人ダイノバックラー』の金型を使用し、放送当時に販売した玩具版では収録されなかったドラゴンレンジャーとアームドティラノレンジャーの変身音2種類と「ドラゴンレンジャーあらわる!」の前半・後半部分および「ドラゴンシーザーのうた」のBGM入り変身音3種類を収録。
TAMASHII Lab
『TAMASHII Lab ドラゴンシンフォニー 獣奏剣』
プレミアムバンダイ限定。2017年5月発送。ディスプレイ台座、ブックレット、書き下ろしイラストが付属。2014年にアメリカで発売された「LEGACY DRAGON DAGGER」の金型や音声が一部を使用。「目覚めよ守護獣」「合体せよ守護獣」「眠れ守護獣」のフルサイズを収録。ボーナストラックの「ブライのテーマ」が収録。
S.H.Figuartsシリーズ

『S.H.Figuarts ドラゴンレンジャー』
2013年6月22日発売。獣奏剣、魔剣ヘルフリードが付属。
『S.H.Figuarts ティラノレンジャー』
2013年7月13日発売。レンジャーガン、レンジャースリンガー、龍撃剣が付属。
『S.H.Figuarts プテラレンジャー』
魂ウェブ商店限定。2013年10月発送。レンジャースティック、レンジャースリンガー、プテラアローが付属。
『S.H.Figuarts アームドティラノレンジャー』
魂ウェブ商店限定。2013年11月発送。龍撃剣、獣奏剣、レンジャースティックが付属。
『S.H.Figuarts マンモスレンジャー』
魂ウェブ商店限定。2014年2月発送。レンジャースティック、レンジャースリンガー、モスブレイカー、ハウリングキャノンパーツが付属。
『S.H.Figuarts トリケラレンジャー』
魂ウェブ商店限定。2014年05月発送。レンジャースティック、レンジャースリンガー、トリケランス、トリケランス合体形態、ハウリングキャノンパーツが付属。
『S.H.Figuarts タイガーレンジャー』
魂ウェブ商店限定。2014年06月発送。レンジャースティック、レンジャースリンガー、サーベルダガー、ハウリングキャノンパーツが付属。
スーパーロボット超合金シリーズ
『スーパーロボット超合金 大獣神』
2012年9月21日発売。
超合金魂シリーズ
『超合金魂 GX-72 大獣神』
2017年4月29日発売。
『超合金魂 GX-72B 大獣神(ブラックバージョン)』
2018年7月27日発売。
『超合金魂 GX-78 ドラゴンシーザー』
2018年7月28日発売。
『超合金魂 GX-85 キングブラキオン』
2019年2月16日発売。
スーパーミニプラシリーズ
『スーパーミニプラ進化合体 大獣神』
2017年3月21日発売。
『スーパーミニプラ ドラゴンシーザー』
2017年7月31日発売。
『スーパーミニプラ 獣騎神 キングブラキオン』
2018年2月28日発売。

## CS放送・ネット配信
CS放送
- ファミリー劇場
  - 2006年8月 - 2007年8月
  - 2009年6月 - 2010年1月
- 東映チャンネル
  - 2008年5月 - 11月（「スーパー戦隊ワールド」枠）
  - 2010年10月 - 2011年4月（「アンコールアワー」枠）

ネット配信
- 東映特撮YouTube Official
  - 2012年7月16日 - 2013年1月6日
  - 2015年6月7日 - 11月29日
  - 2019年3月22日 - 9月13日[注釈 42]（週2話）
  - 2022年3月10日 - 8月25日[注釈 43]（週2話）
- 東映特撮ニコニコおふぃしゃる（ニコニコ動画）
  - 2013年3月22日 - 2014年2月28日（週1話）
- 東映特撮BB
  - 2014年1月 - 2月（1月期の月間ピックアップとして『爆竜戦隊アバレンジャー』とともに全話配信）